# Krzeszowice (gmina)
Krzeszowice – gmina miejsko-wiejska w województwie małopolskim, w powiecie krakowskim. Utworzona z dawnych gmin: Krzeszowice (miejskiej), Krzeszowice (wiejskiej), Nowa Góra, Tenczynek i części Rudawa. W latach 1975–1998 gmina położona była w województwie krakowskim. Położona jest na zachód od Krakowa (ok. 14 km od jego granicy). Siedziba gminy to Krzeszowice. Według danych statystycznych GUS, gminę na dzień 31 grudnia 2022 zamieszkiwało 31 970 osób.

## Struktura powierzchni
Według danych z 2013 gmina Krzeszowice ma obszar 139,37 km², w tym:
- użytki zabudowy mieszkaniowej: 12,8%,
- użytki zabudowy mieszkaniowej wielorodzinnej: 0,3%,
- użytki zabudowy usługowej: 1,9%,
- użytki zabudowy techniczno-produkcyjnej, przemysłowej: 2,5%,
- użytki komunikacyjne: 0,1%,
- użytki rolne: 30%,
- użytki zieleni i leśne: 52%.

Gmina stanowi 11,33% powierzchni powiatu.

## Demografia
Dane z 31 grudnia 2022:
| Opis                              | Ogółem | Ogółem | Kobiety | Kobiety | Mężczyźni | Mężczyźni |
| --------------------------------- | ------ | ------ | ------- | ------- | --------- | --------- |
| Jednostka                         | osób   | %      | osób    | %       | osób      | %         |
| Populacja                         | 31 970 | 100    | 16 526  | 51,7    | 15 444    | 48,3      |
| Gęstość zaludnienia [mieszk./km²] | 232    | 232    | 117,2   | 117,2   | 107,6     | 107,6     |

Druga pod względem liczby mieszkańców gmina (po gminie Skawina) powiatu krakowskiego.

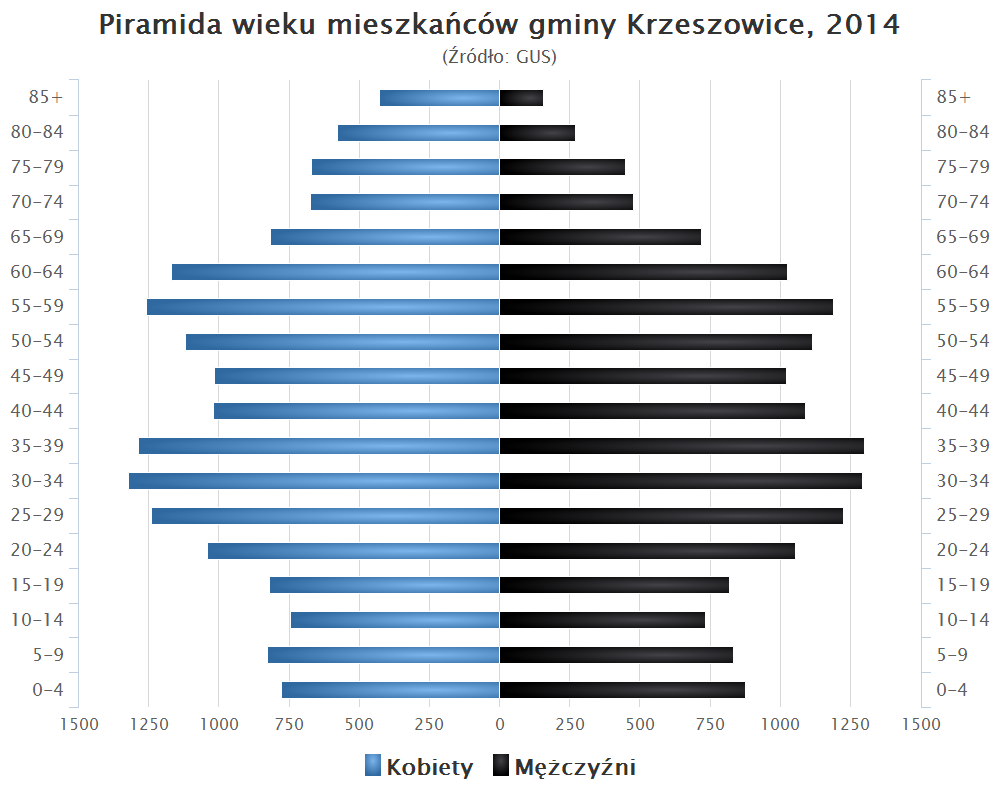
Piramida wieku mieszkańców gminy Krzeszowice w 2014 roku

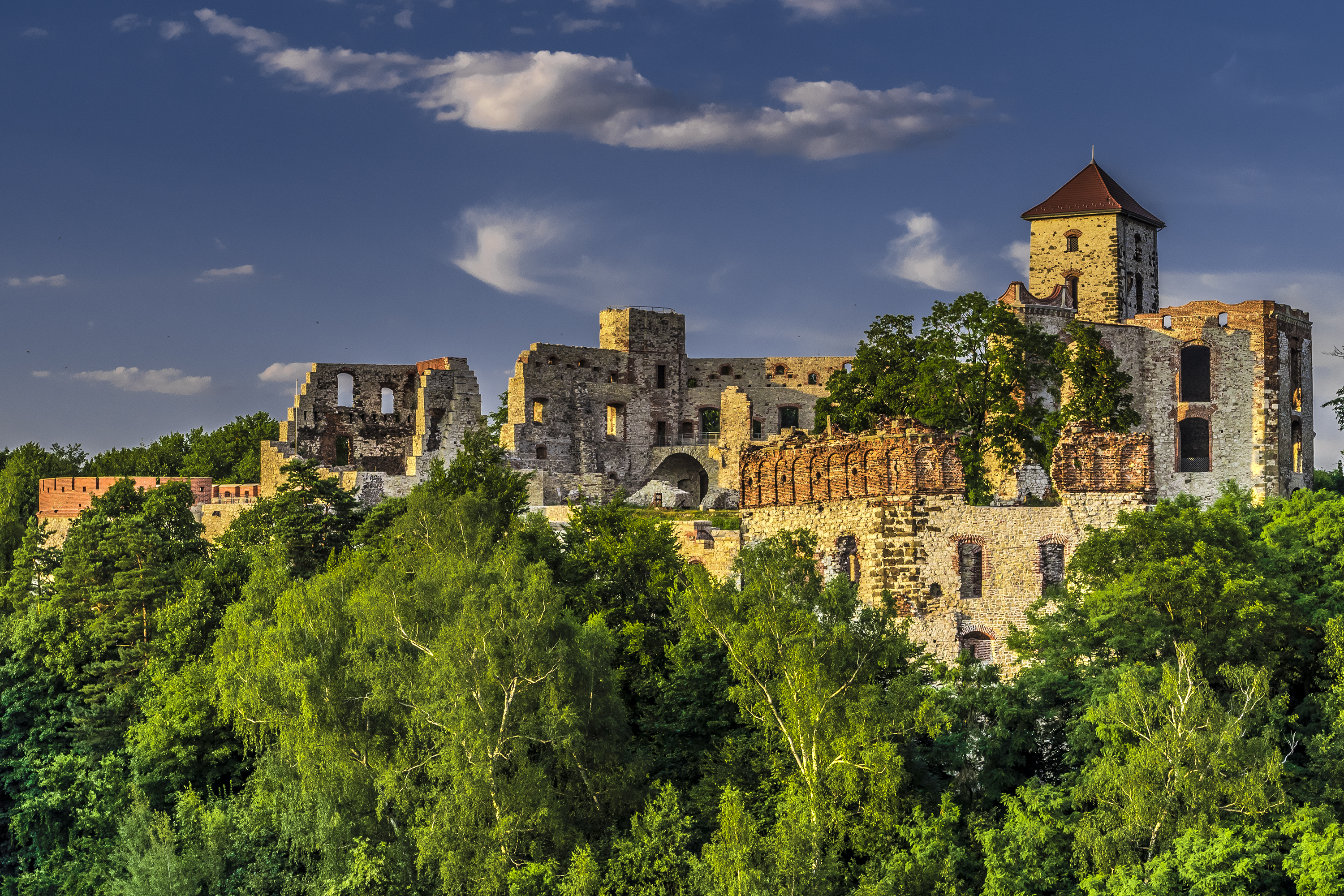
Zamek Tenczyn

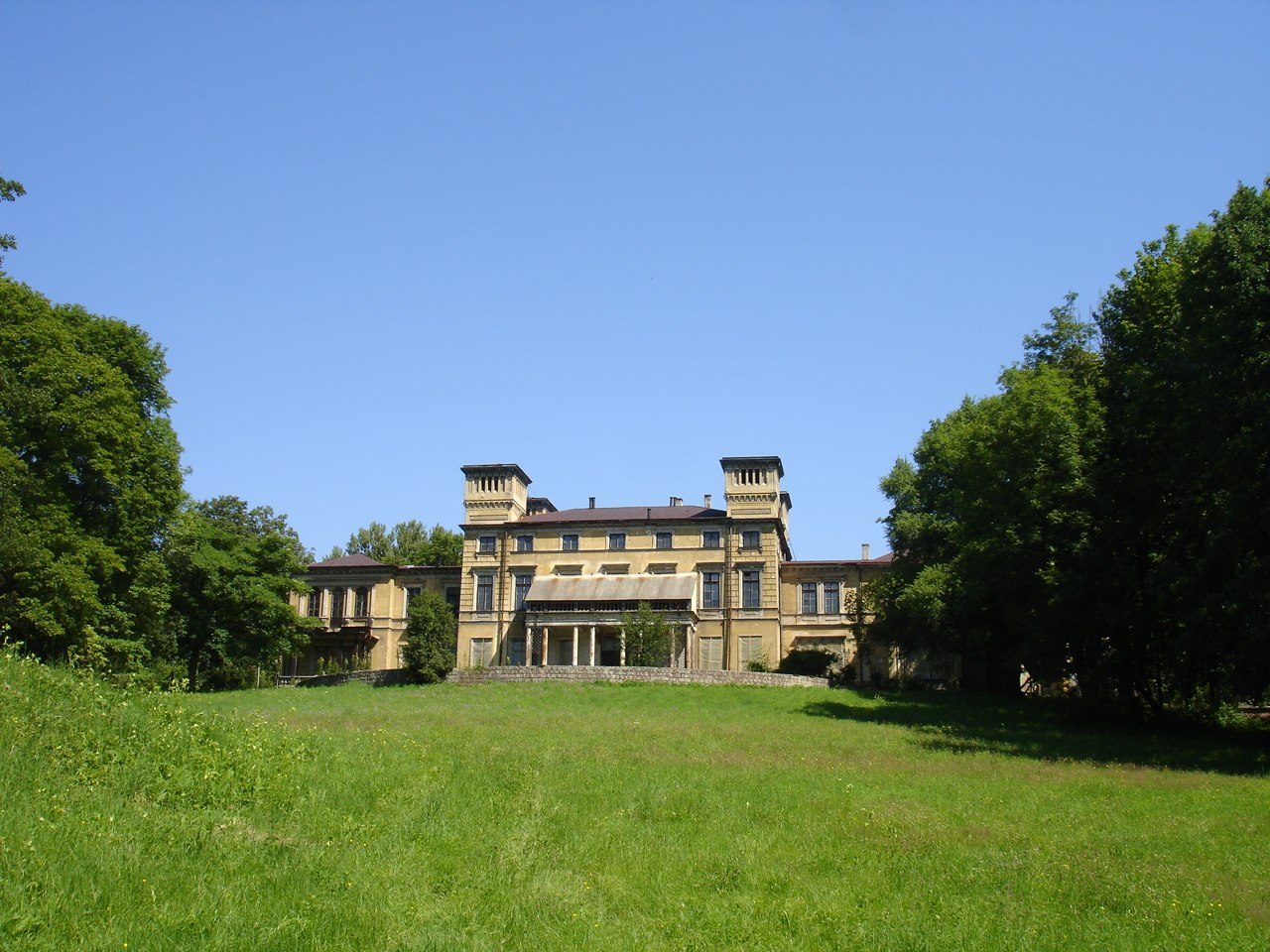
Pałac Potockich w Krzeszowicach

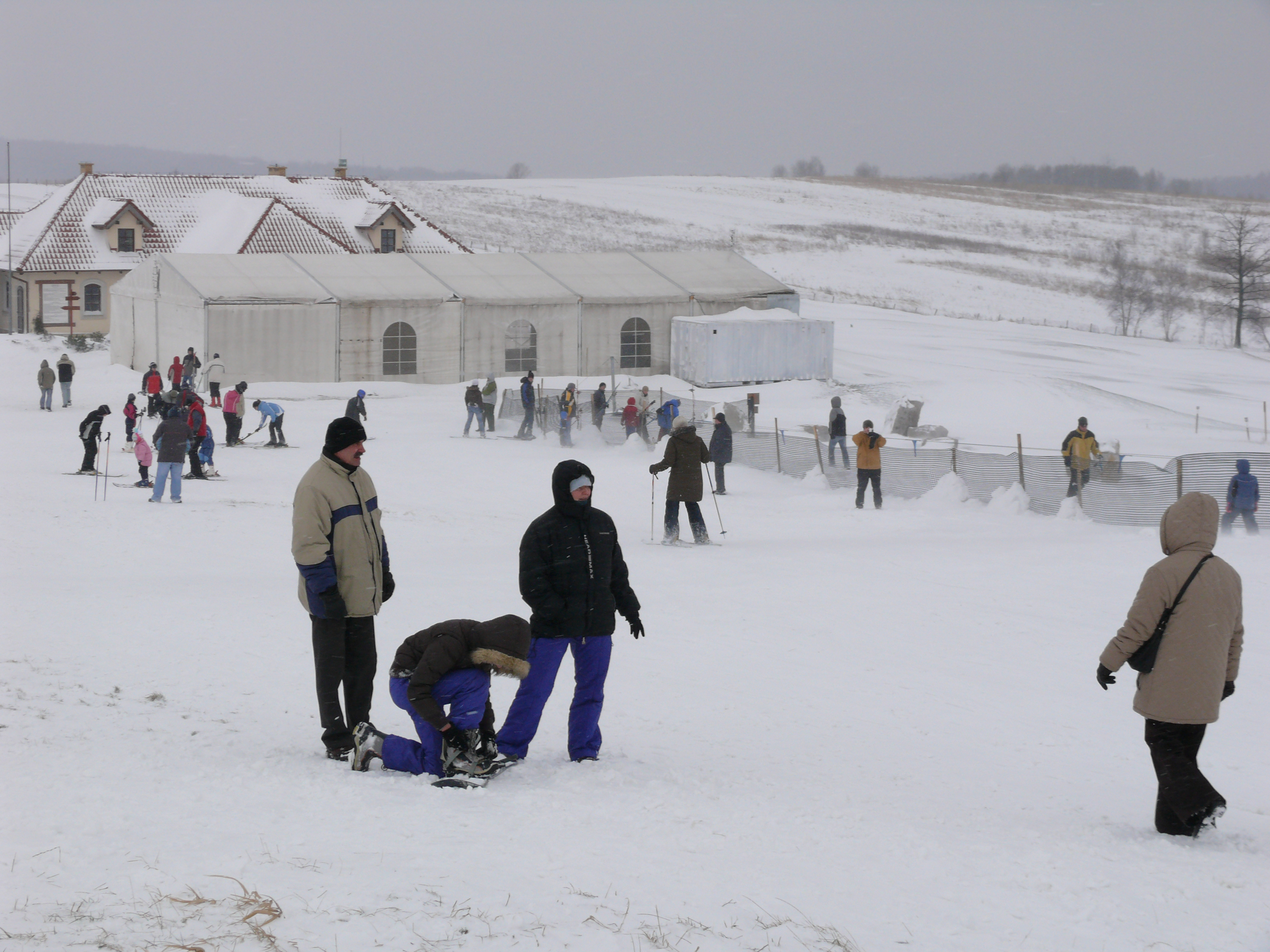
Stok narciarski w Paczółtowicach

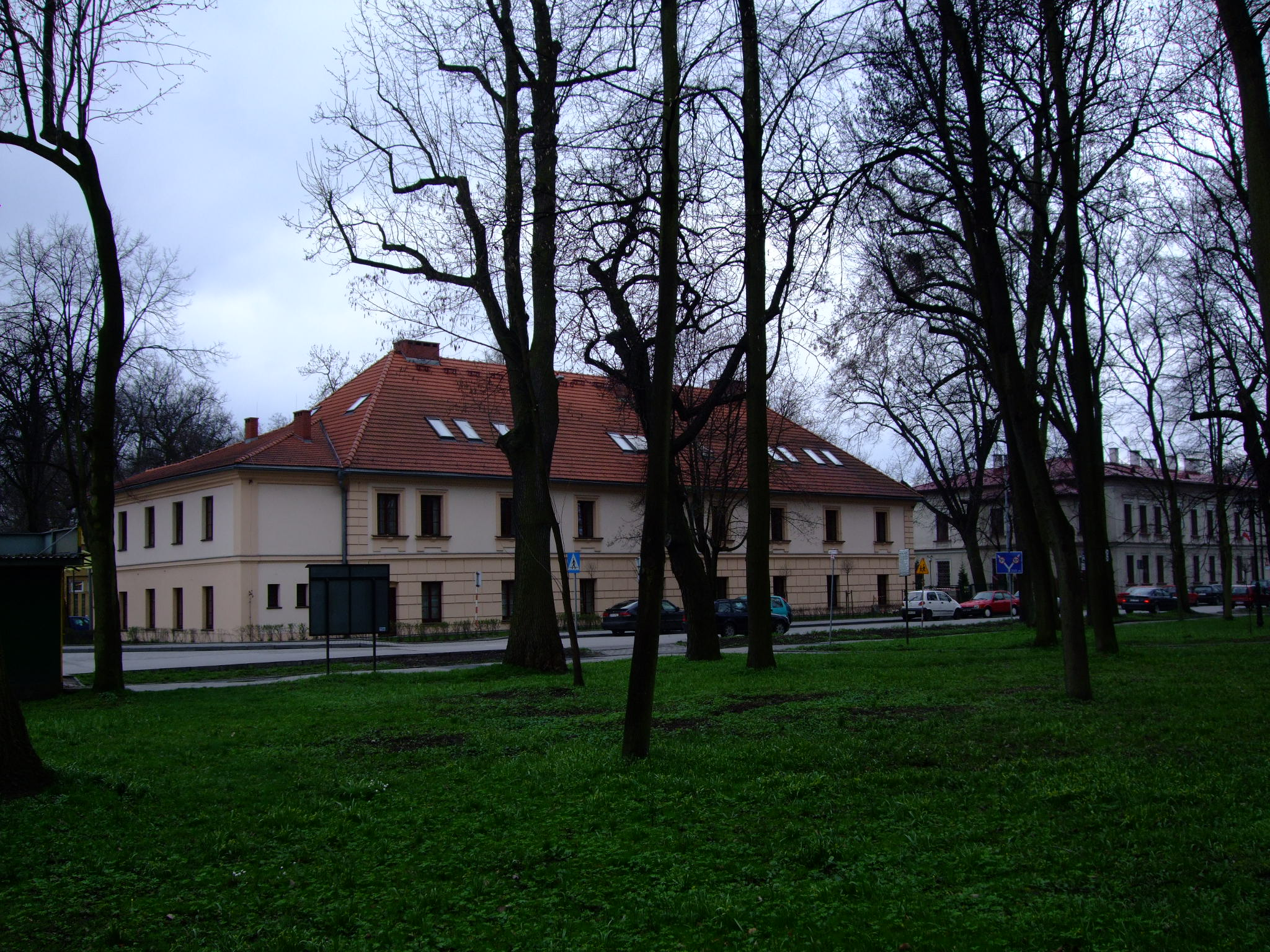
Łazienki Zofia w Krzeszowicach obecnie Centrum Rehabilitacji Narządów Ruchu

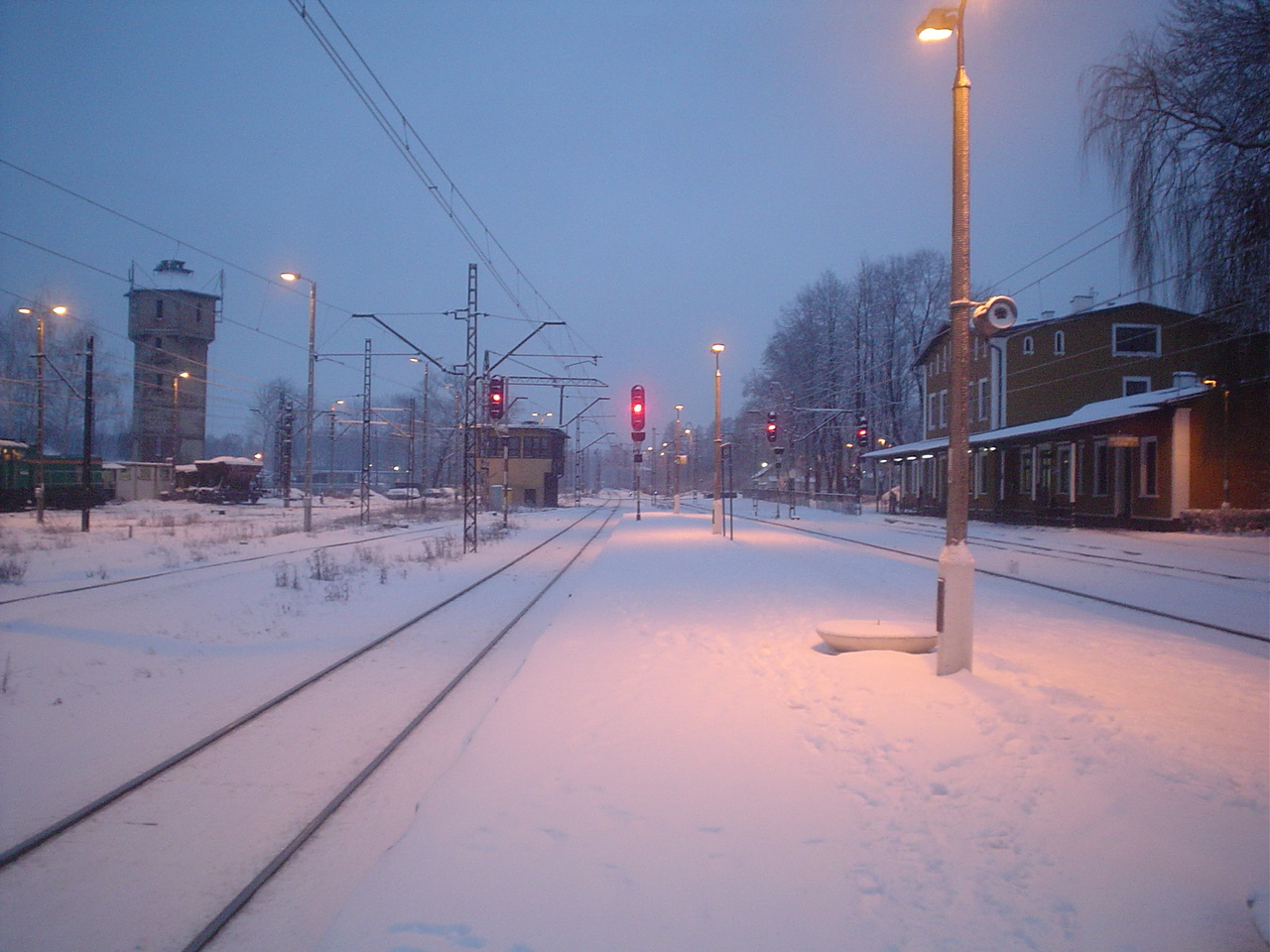
Stacja kolejowa Krzeszowice

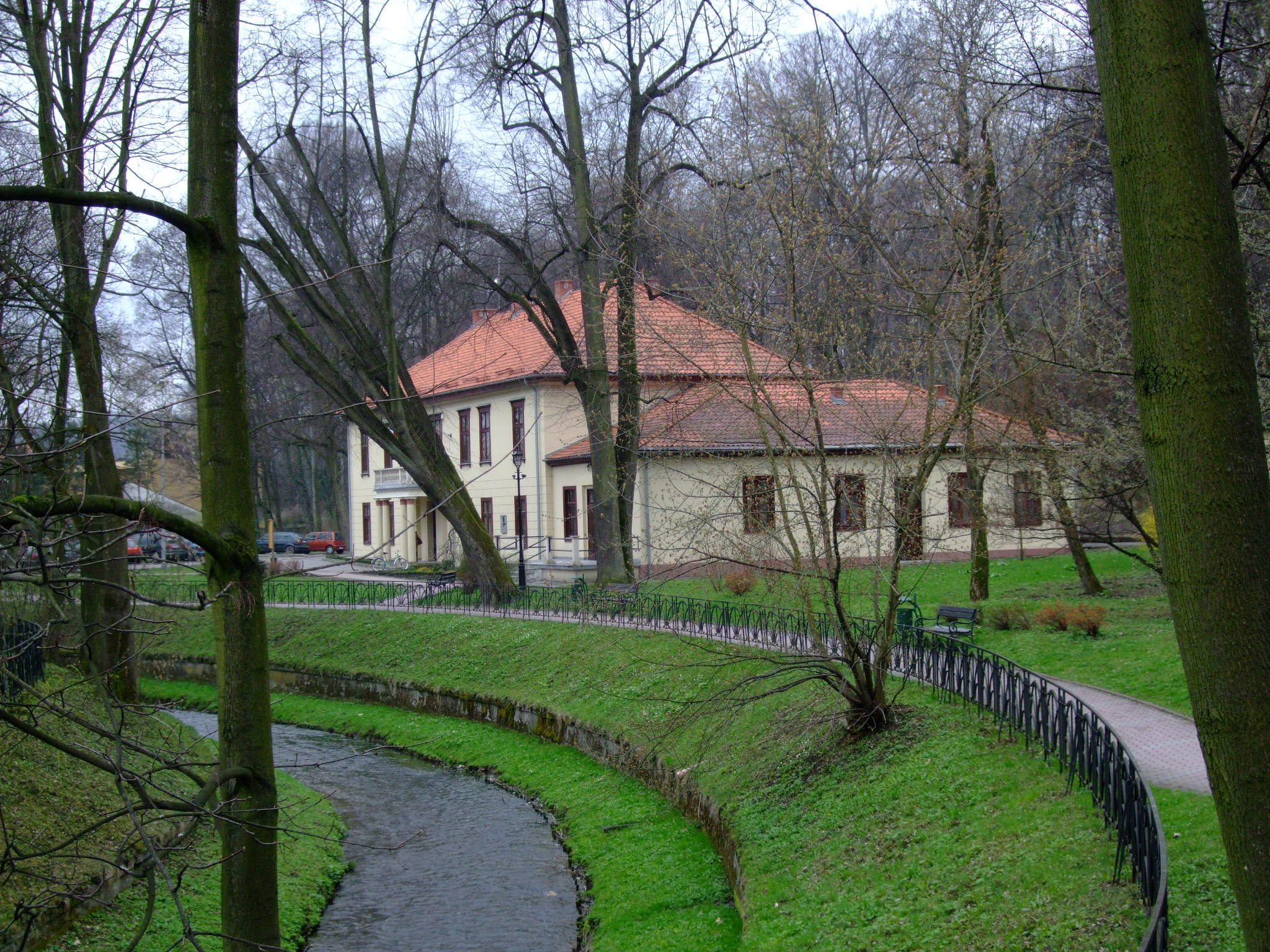
Krzeszowicki Stary Pałac Potockich nad Krzeszówka

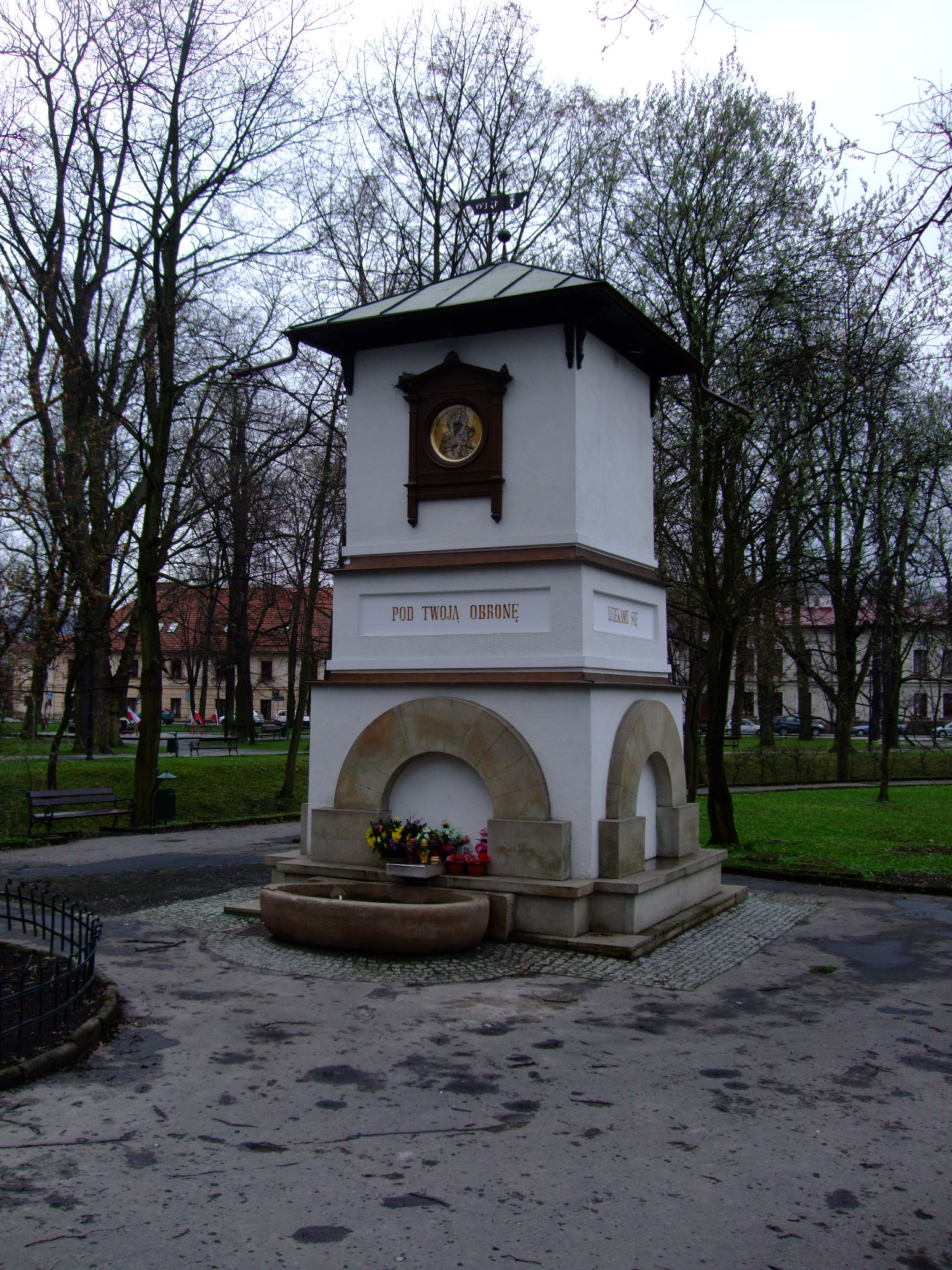
Krzeszowicka kapliczka jako zbiornik wody siarczanej

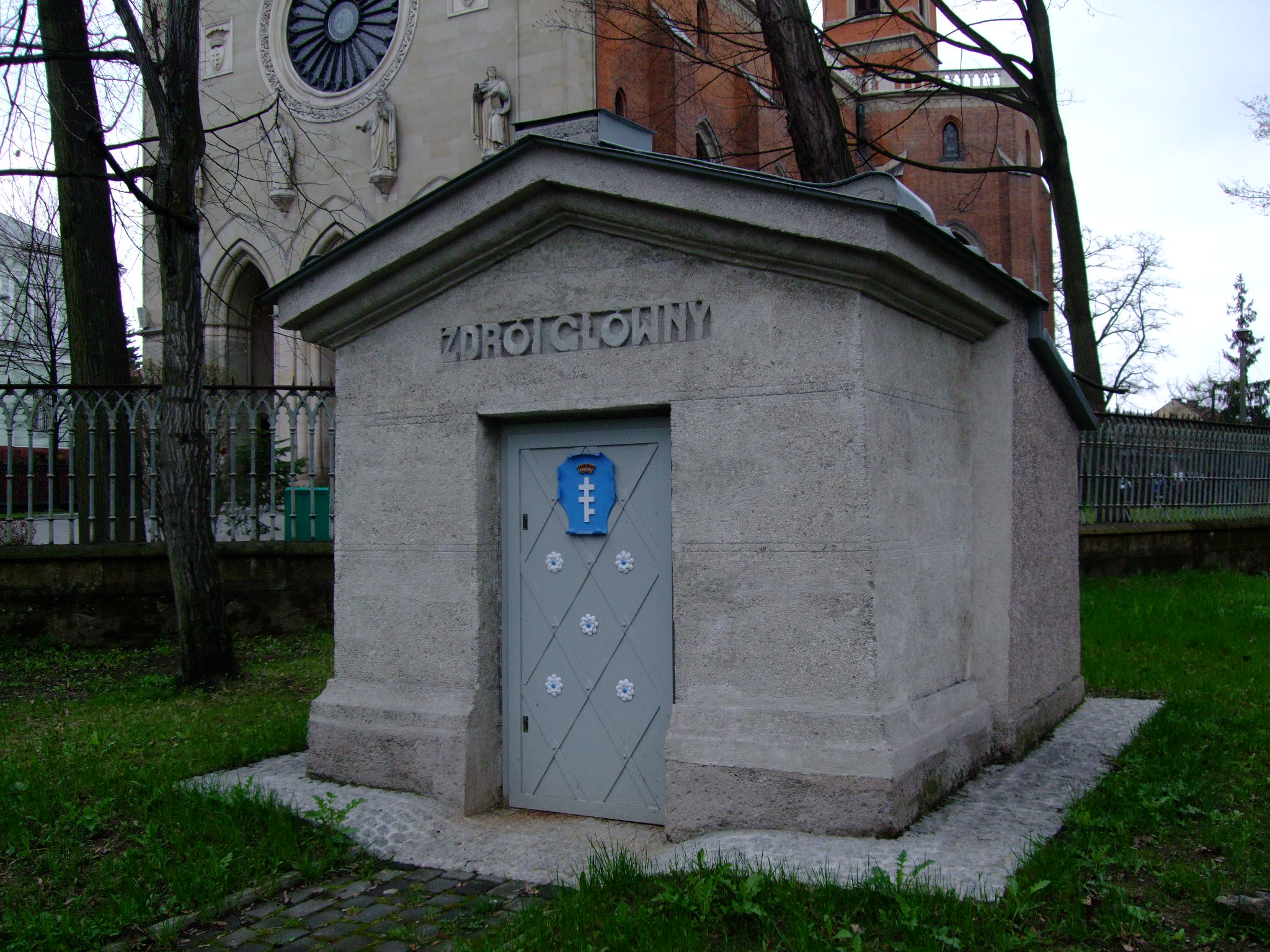
Zdrój Główny w Krzeszowicach

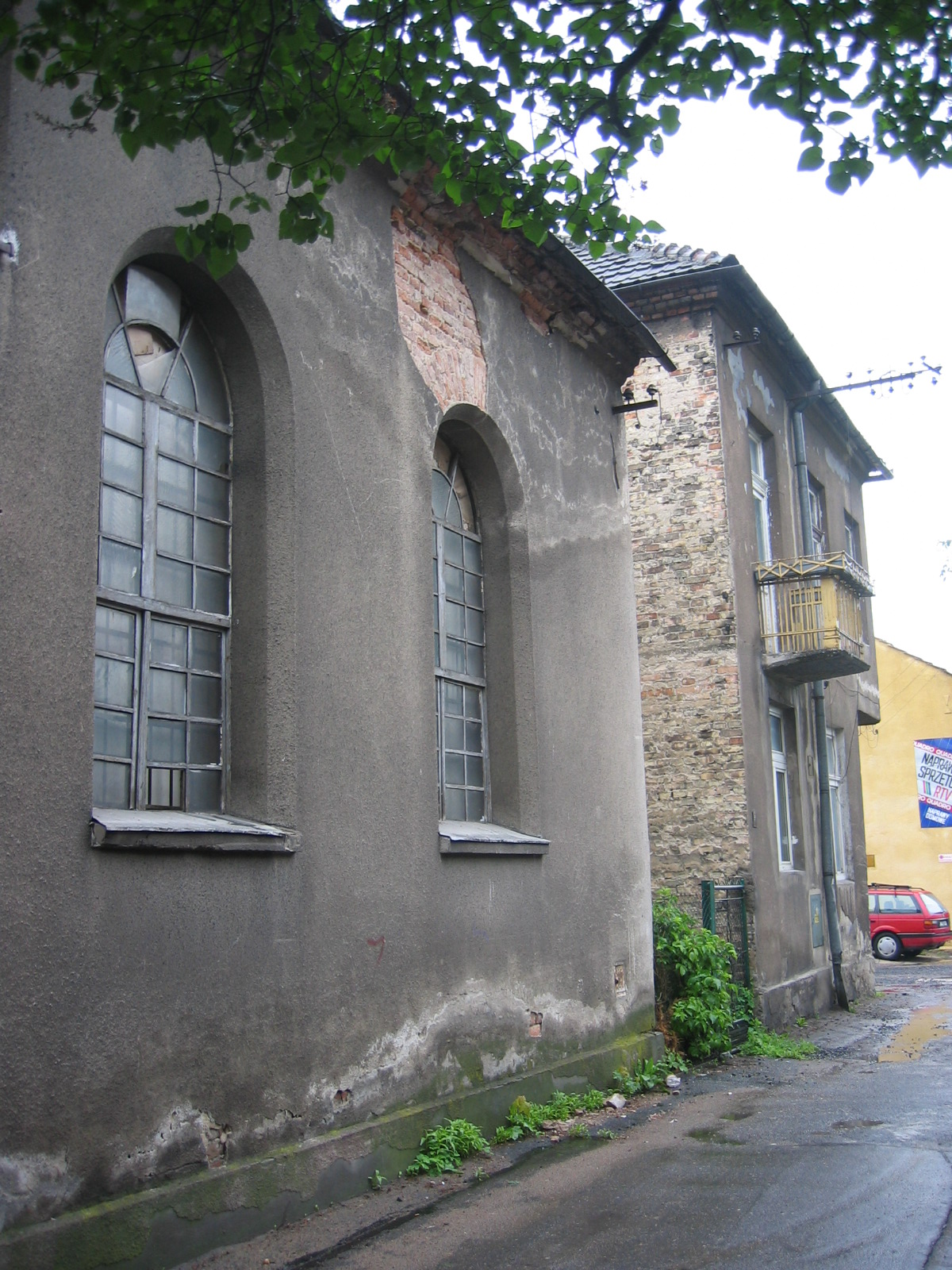
Jedna z byłych synagog przy ul. Wąskiej w Krzeszowicach

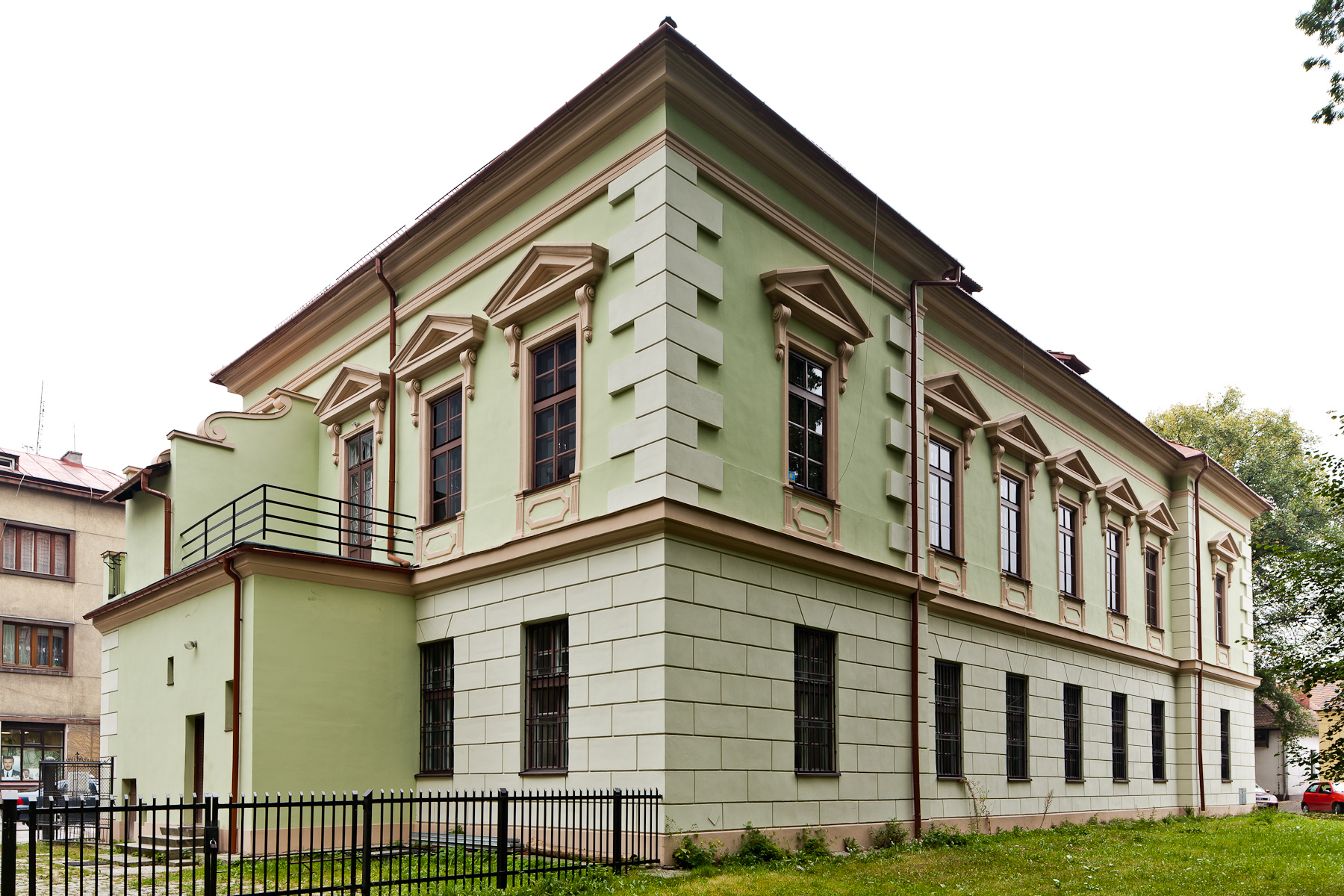
Vauxhall w Krzeszowicach na rogu Rynku i Walkowskiego w Krzeszowicach

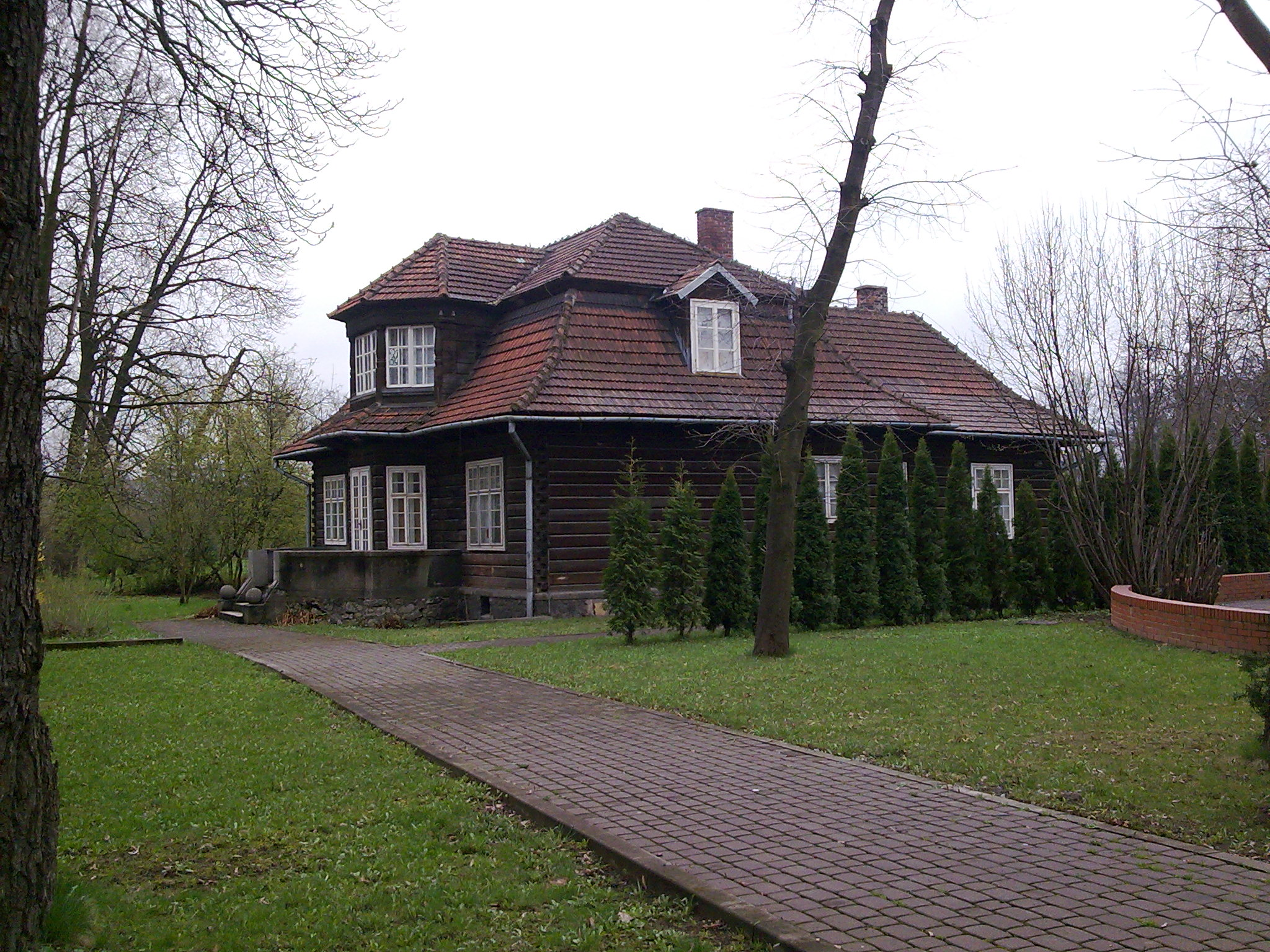
Willa Japonka przy krzeszowickiej ul. Ogrodowej

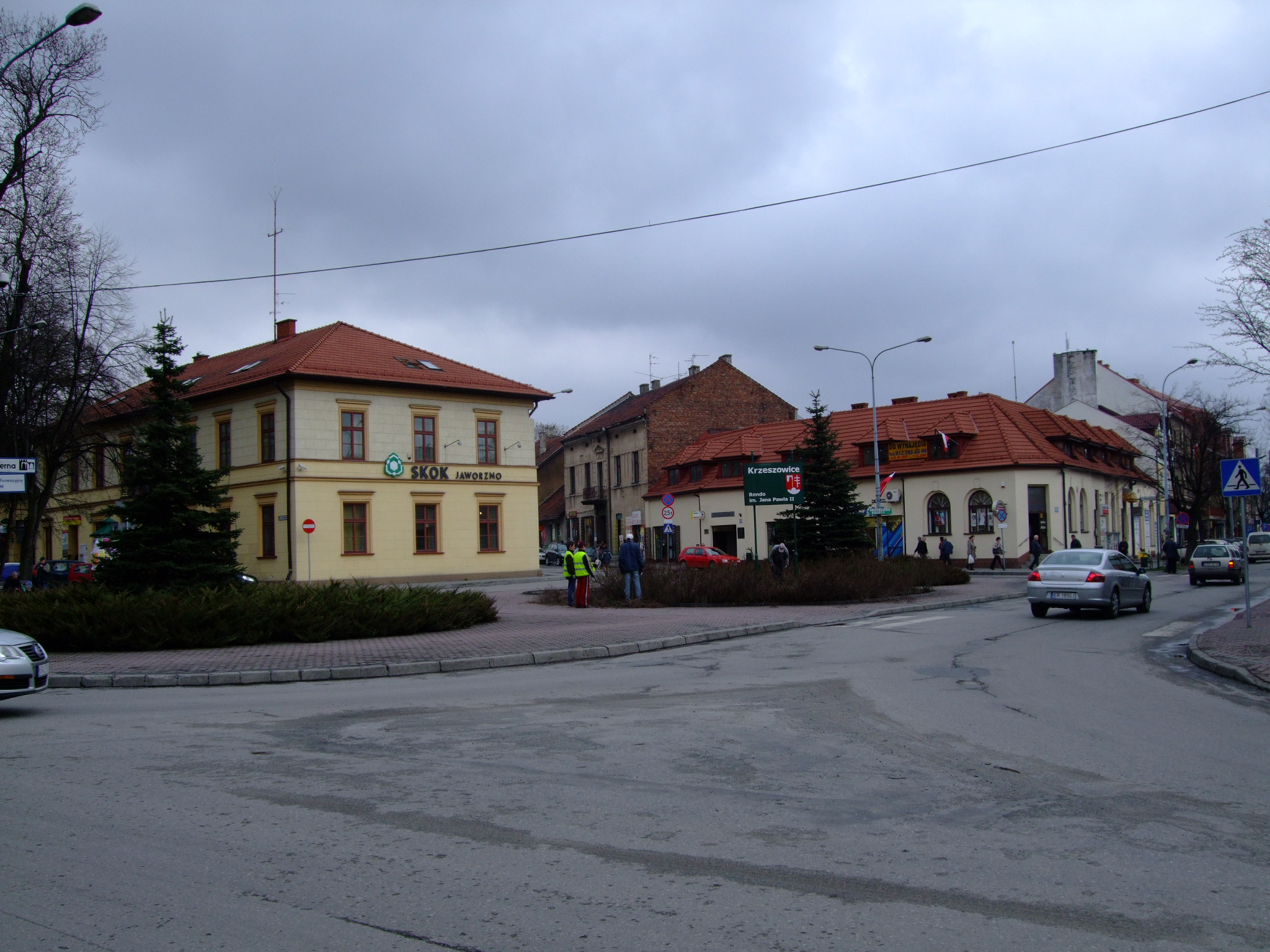
Rondo Jana Pawła II z ul. Wyki (po prawej str.), ul. Daszyńskiego (w środku) i ul. Walkowskiego (po lewej) w Krzeszowicach

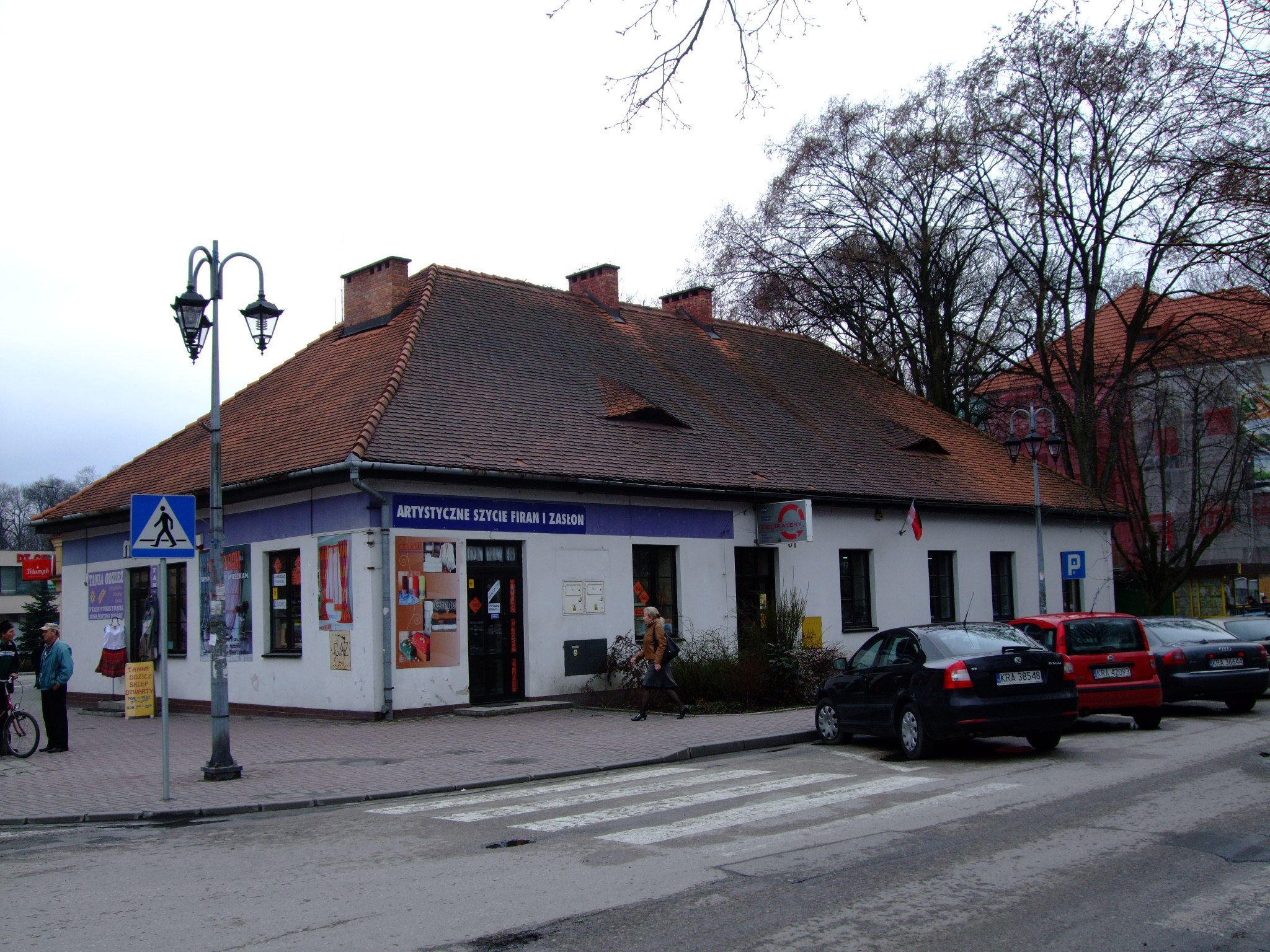
Krzeszowicki rynek z budynkiem tzw. Kółkiem

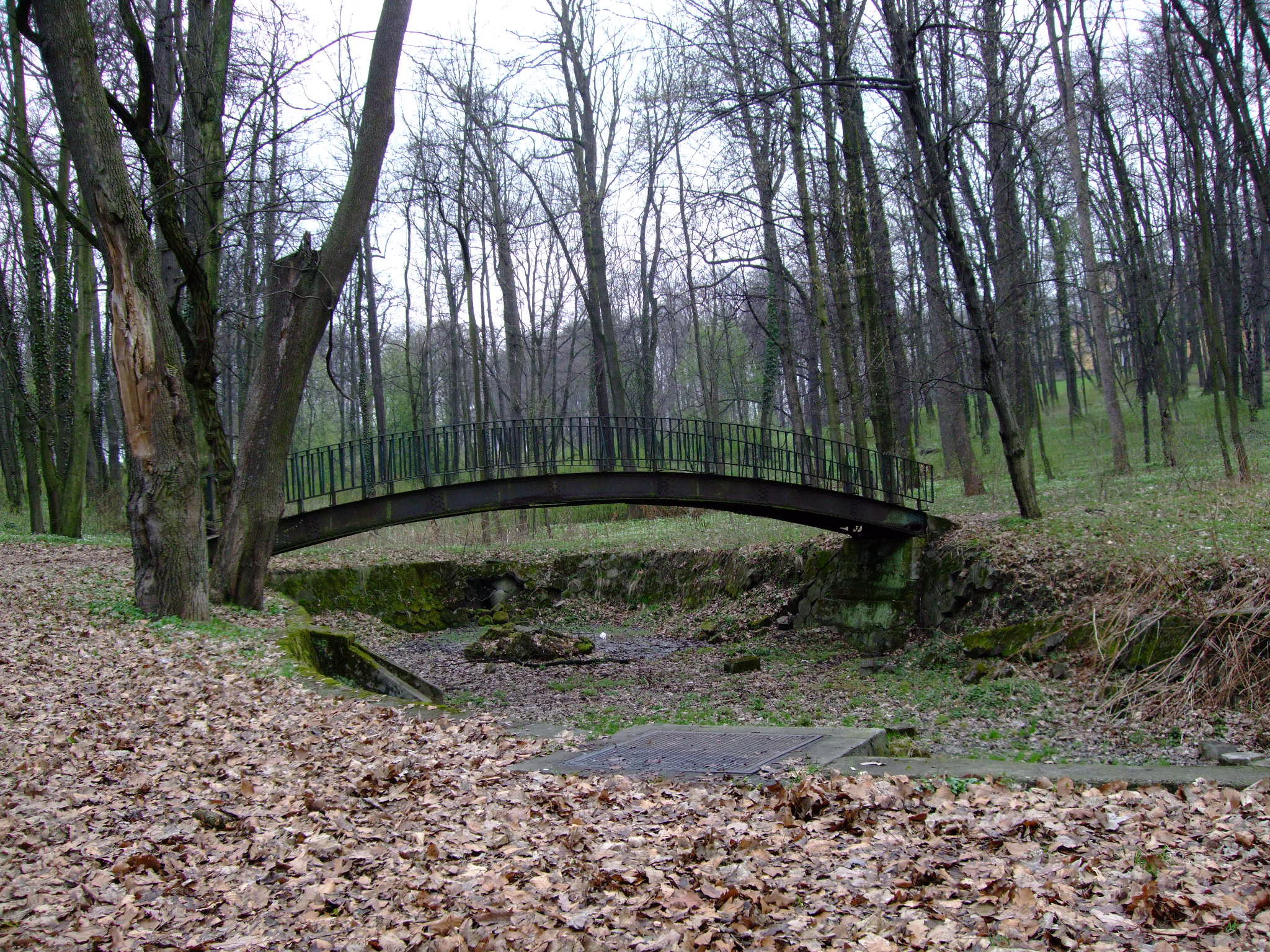
Mostek w parku pałacowym w Krzeszowicach

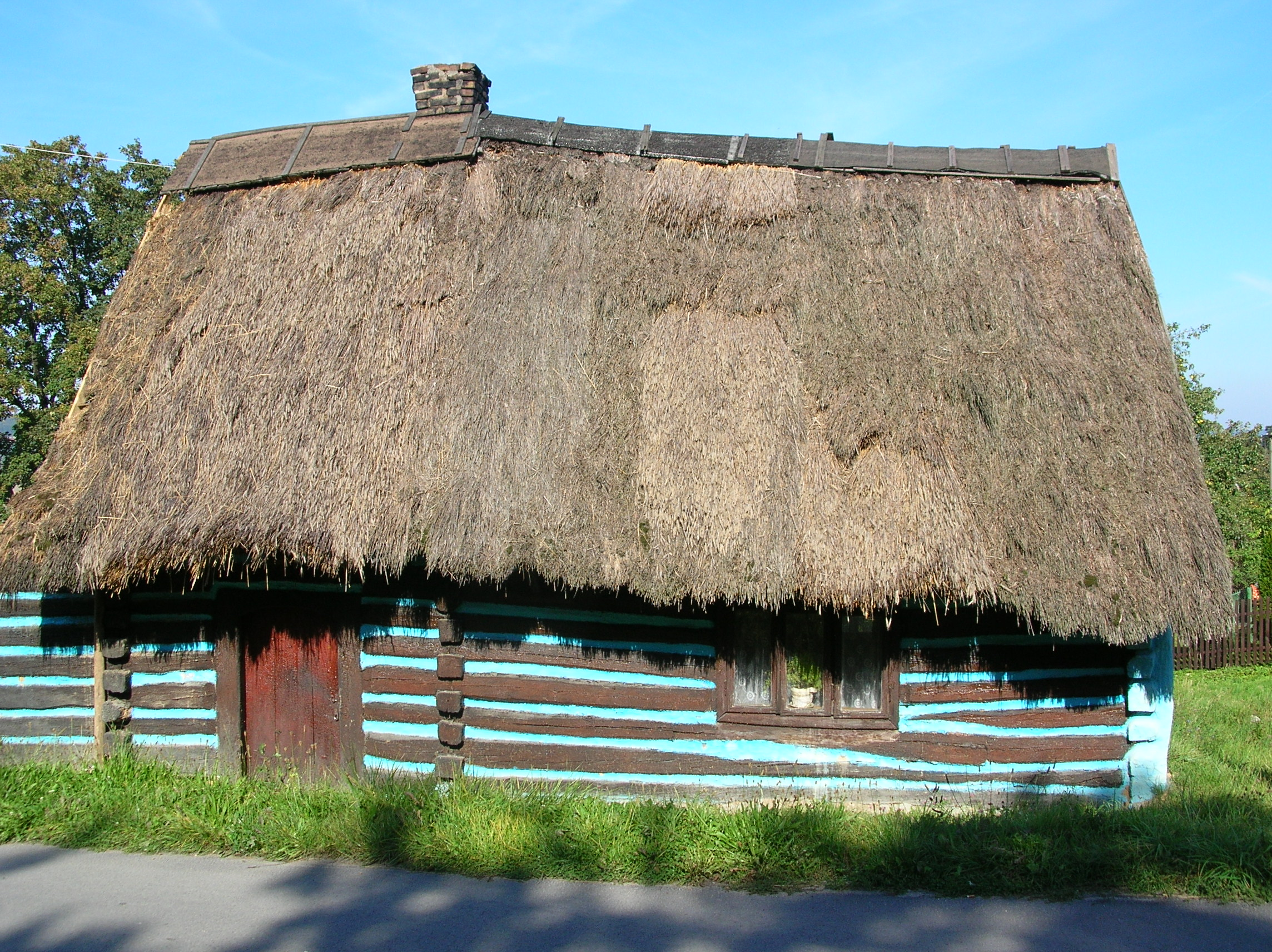
Zabytkowa chałupa w Nawojowej Górze

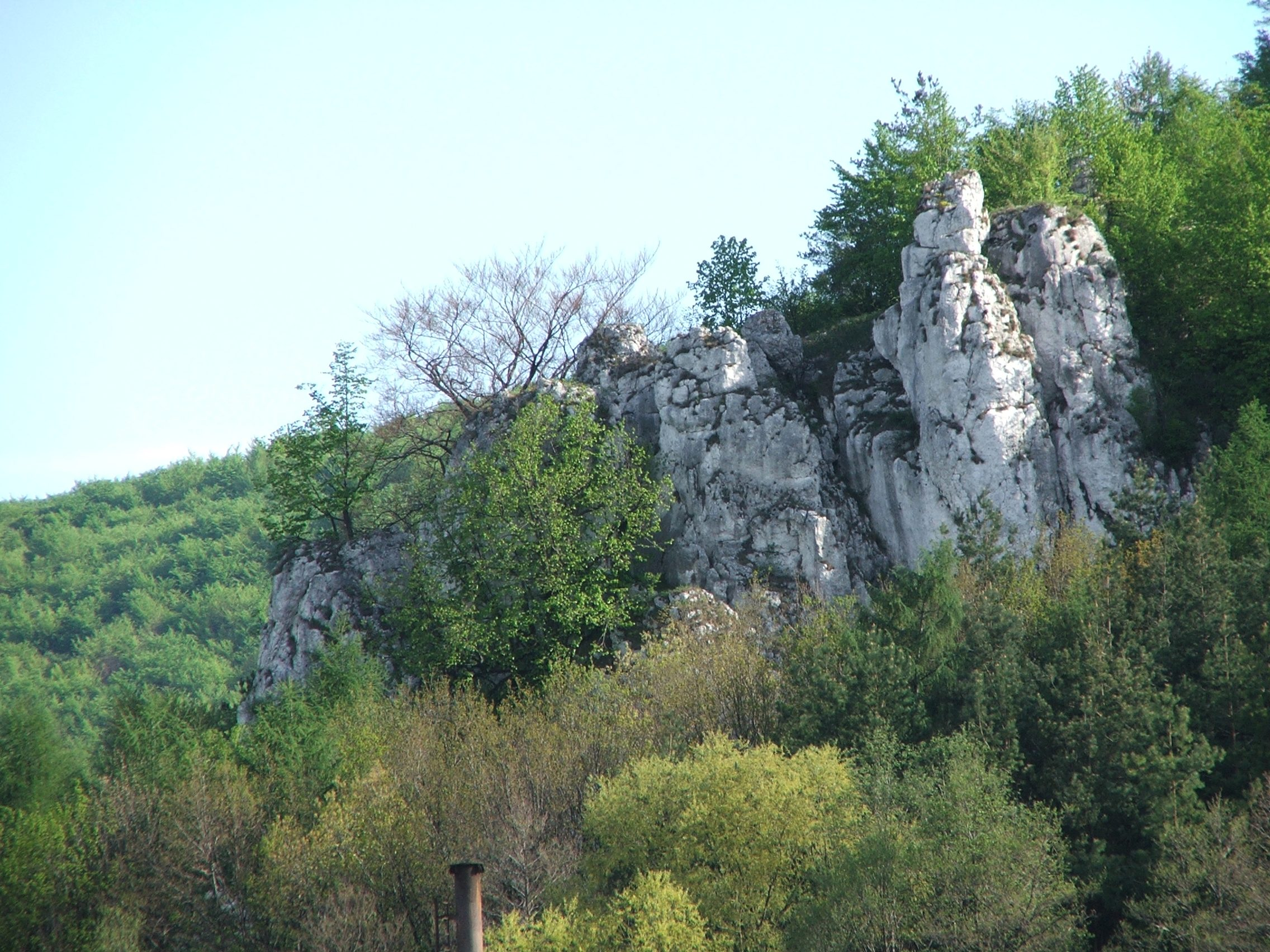
Dolina Racławki

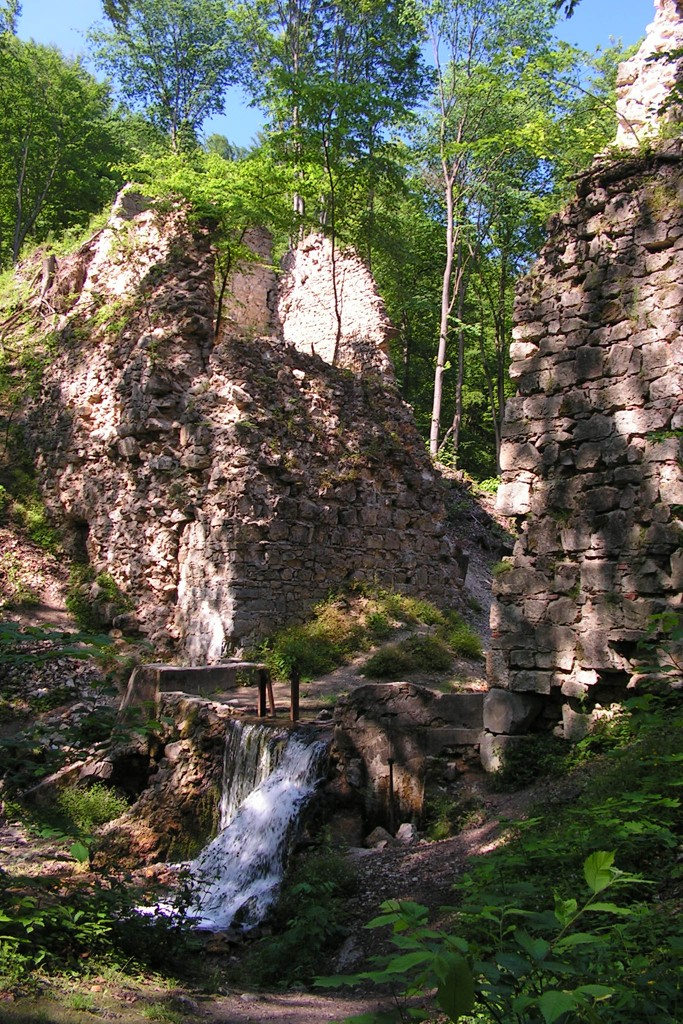
Diabelski Most (Rezerwat przyrody Dolina Eliaszówki)

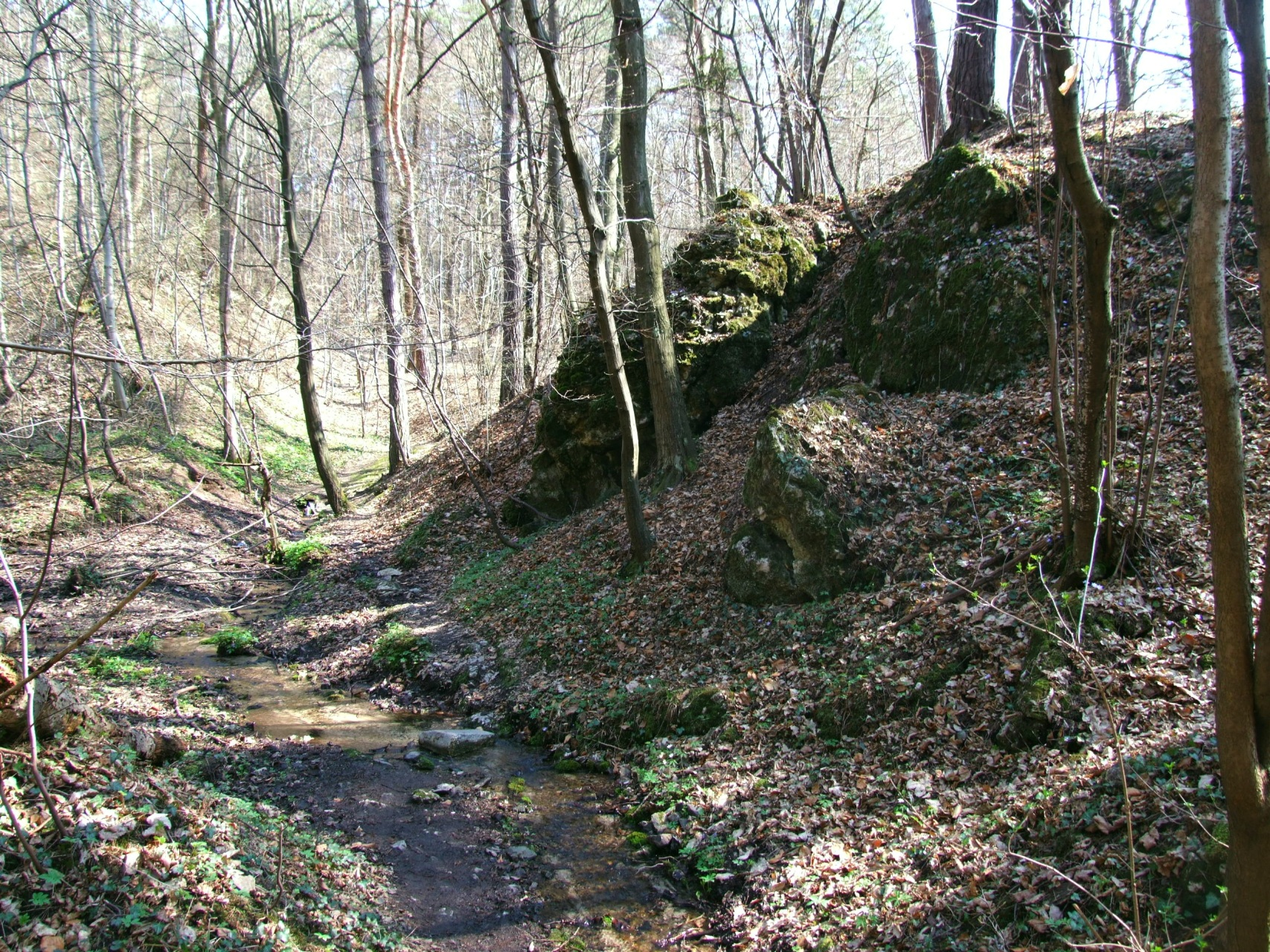
Rezerwat przyrody Dolina Potoku Rudno

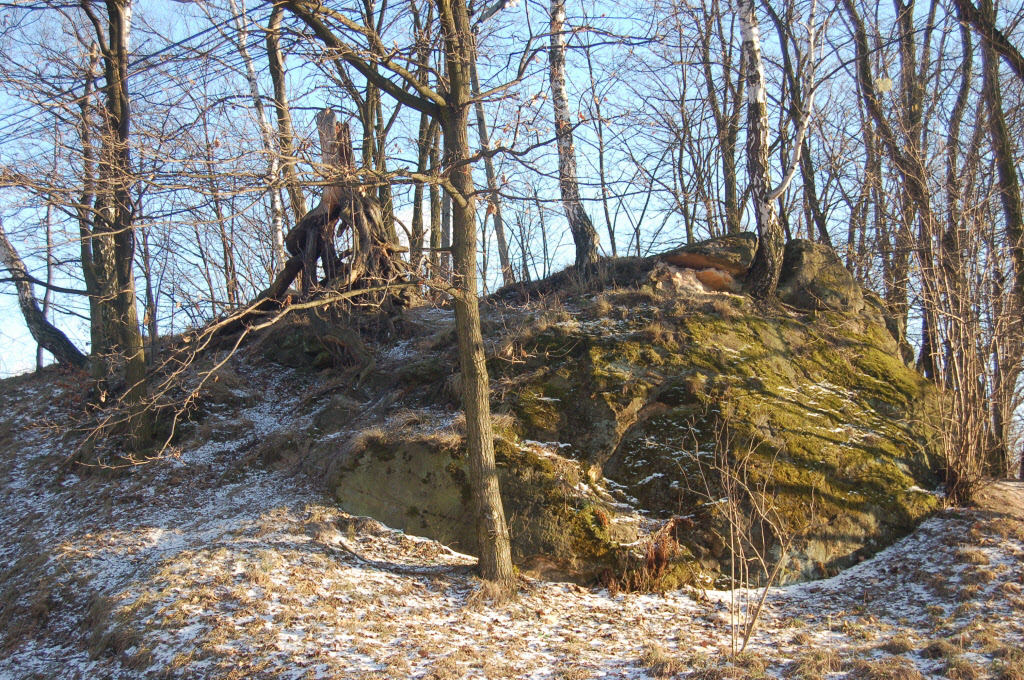
Skałka pod sosną w Tenczynku

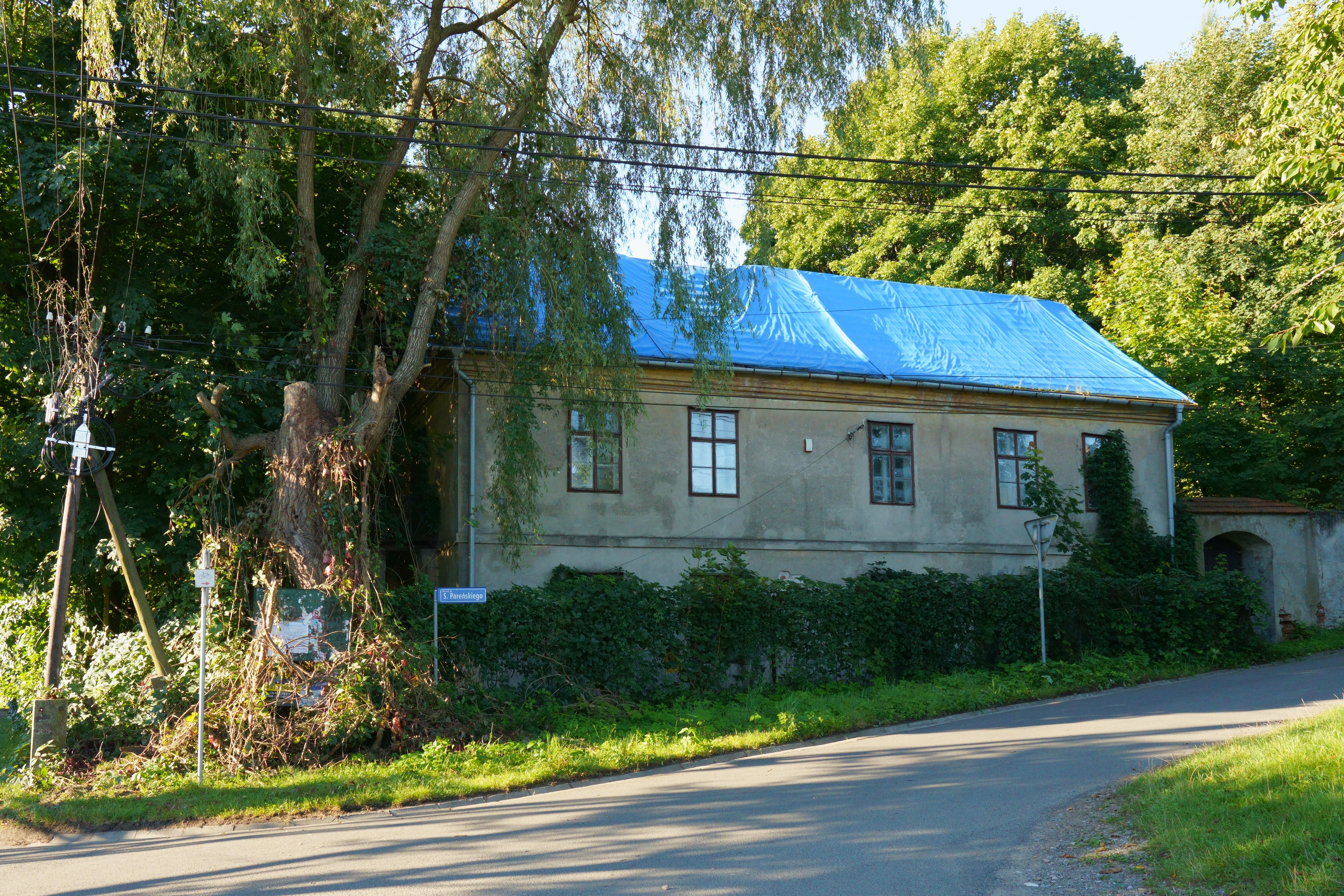
Willa Eliza w Tenczynku z końca XIX w.

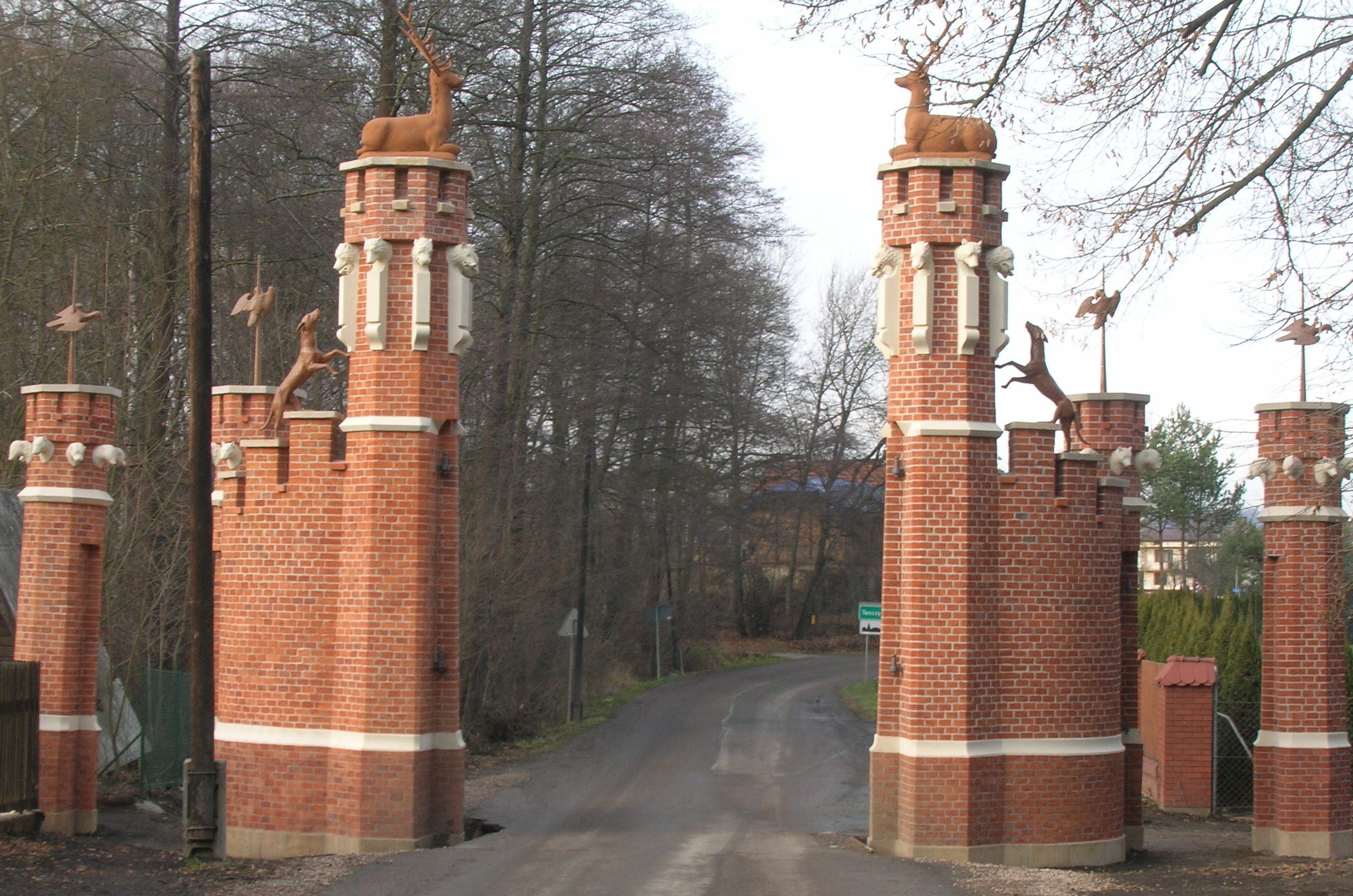
Brama Zwierzyniecka

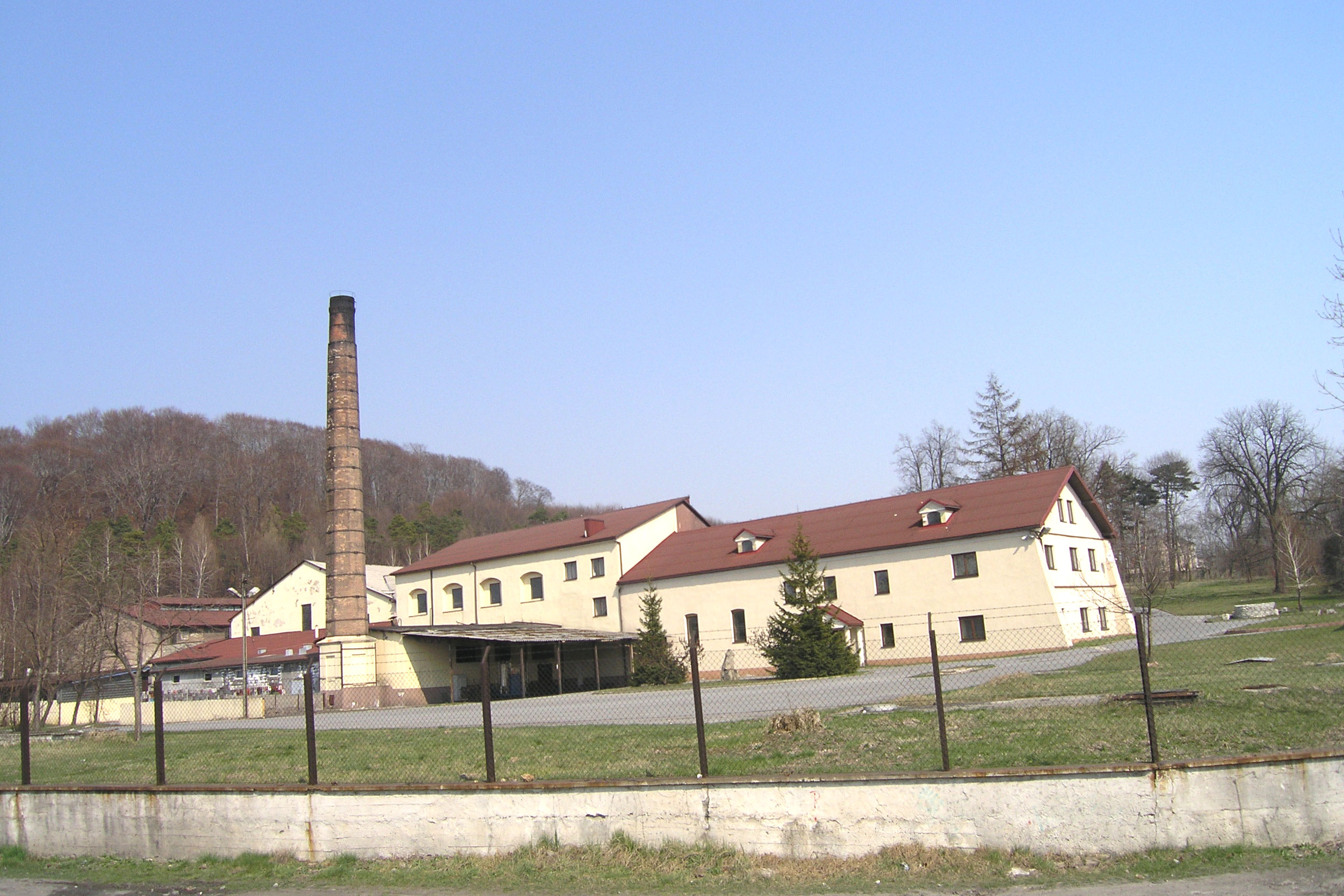
Tenczyński browar za nim Góra Buczyna

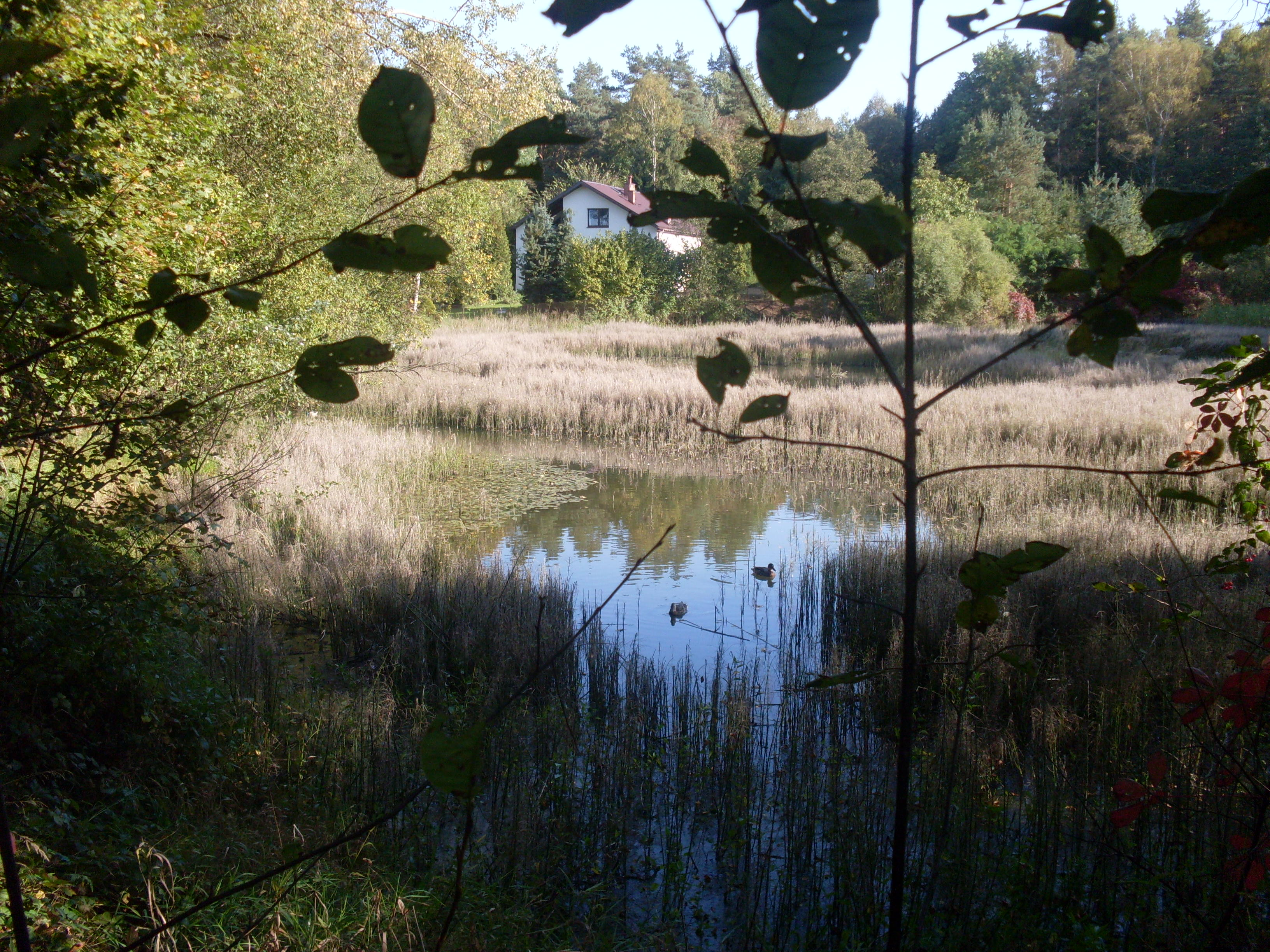
Leśniczówka i Staw Rzeczki w Tenczynku

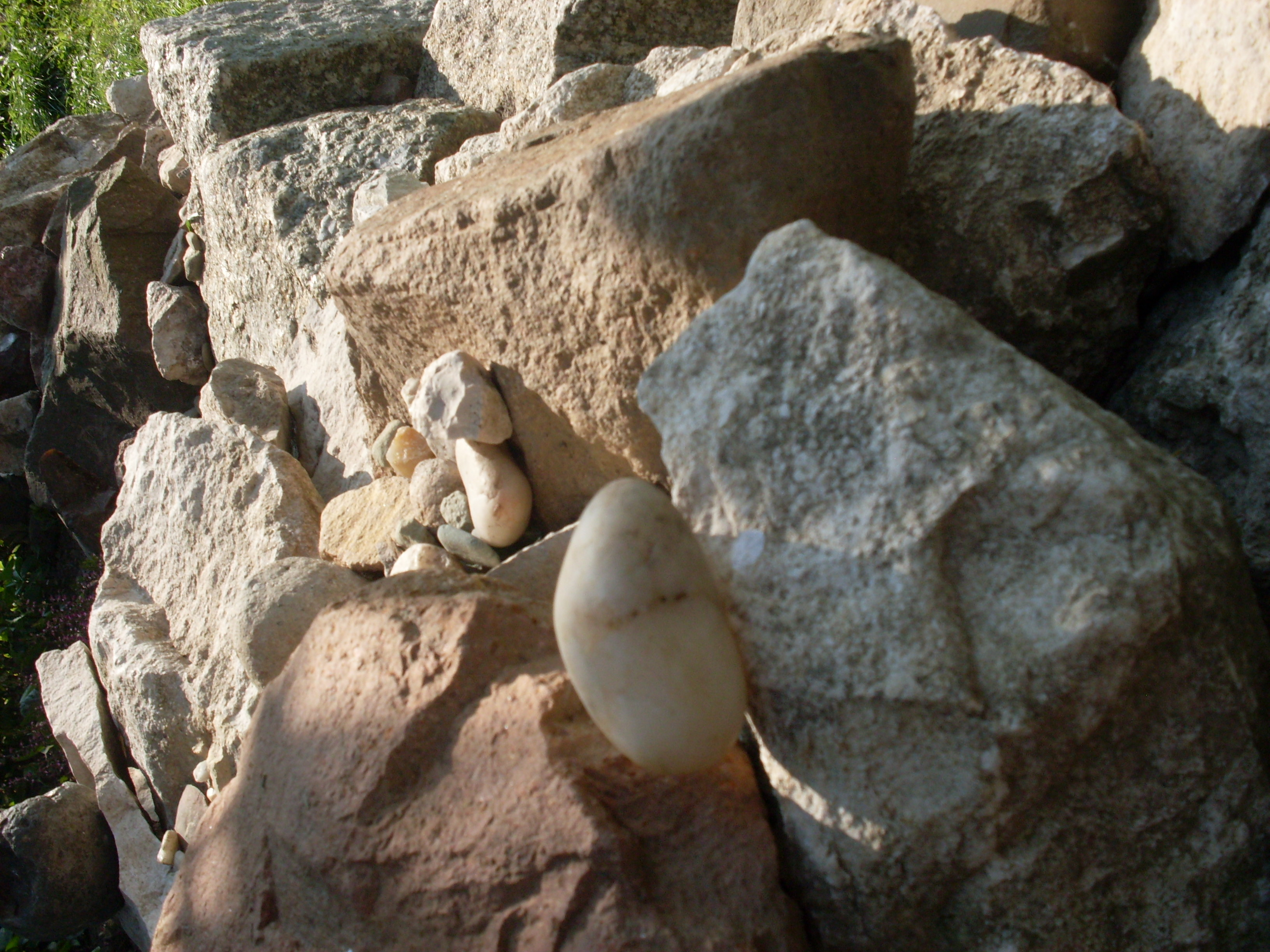
Skały i kamienie w Tenczynku

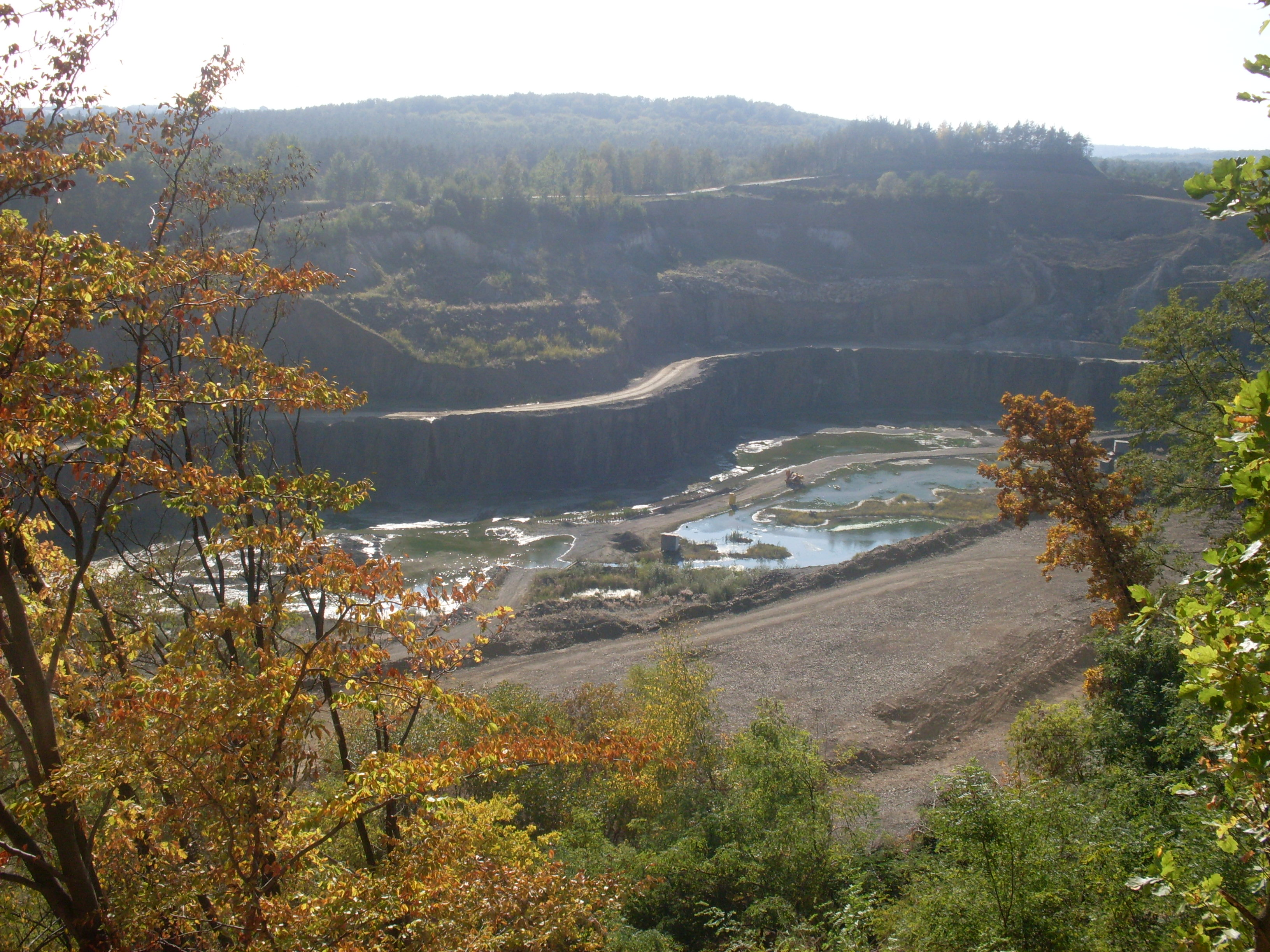
Kopalnia diabazu Niedźwiedzia Góra

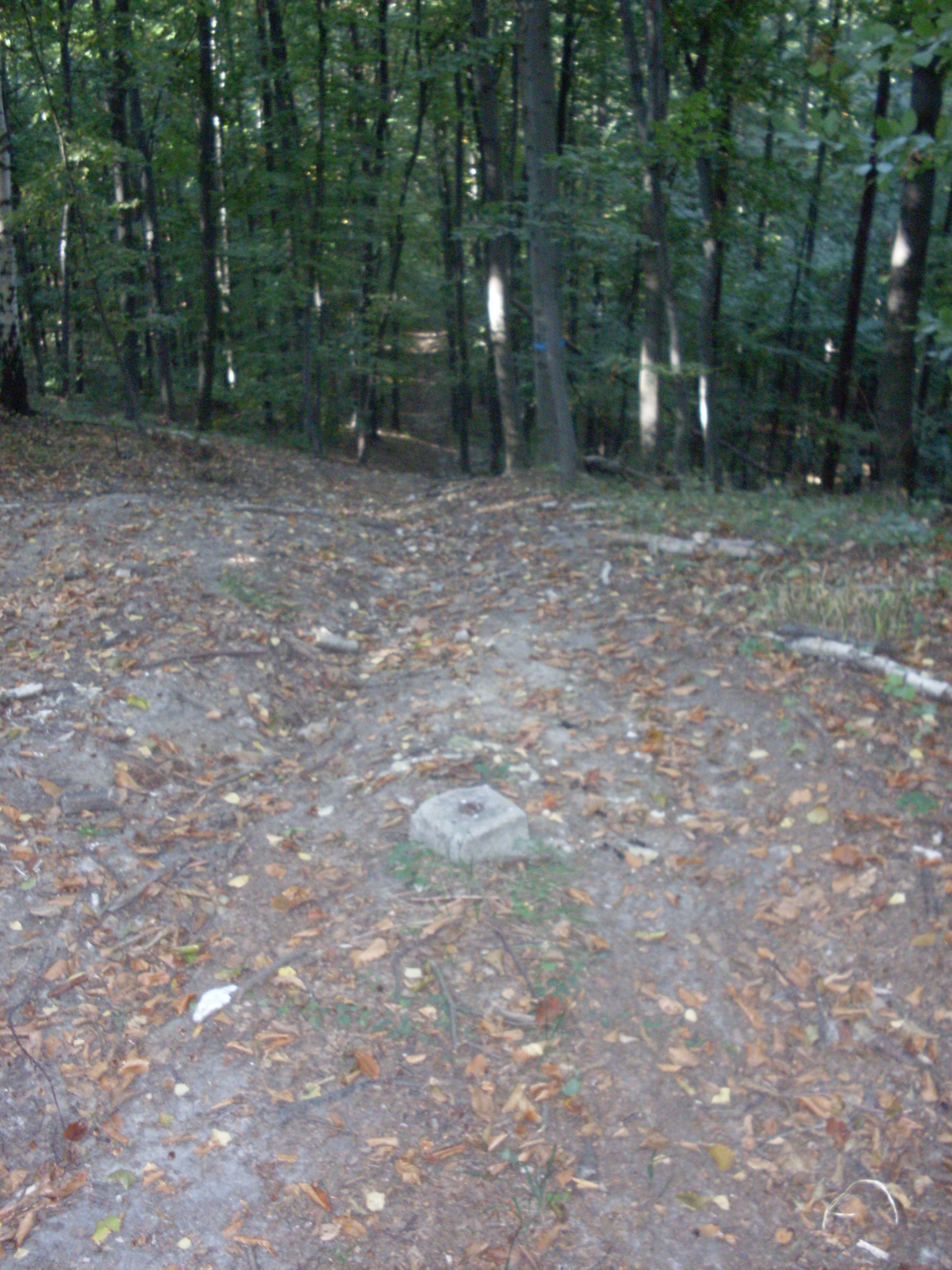
Czerwieniec – szczyt

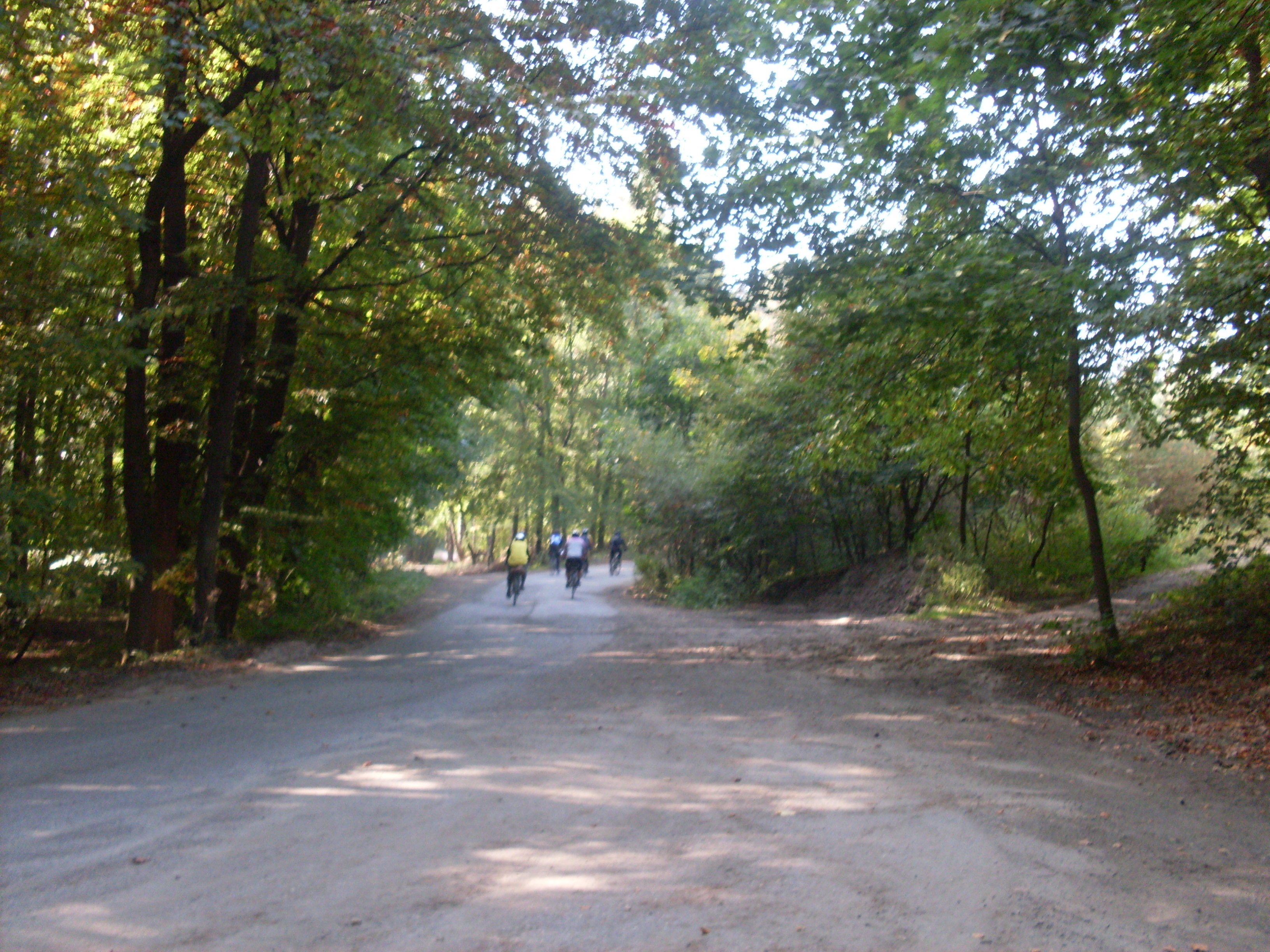
Droga Krakowska (okolice wsi Zalas)

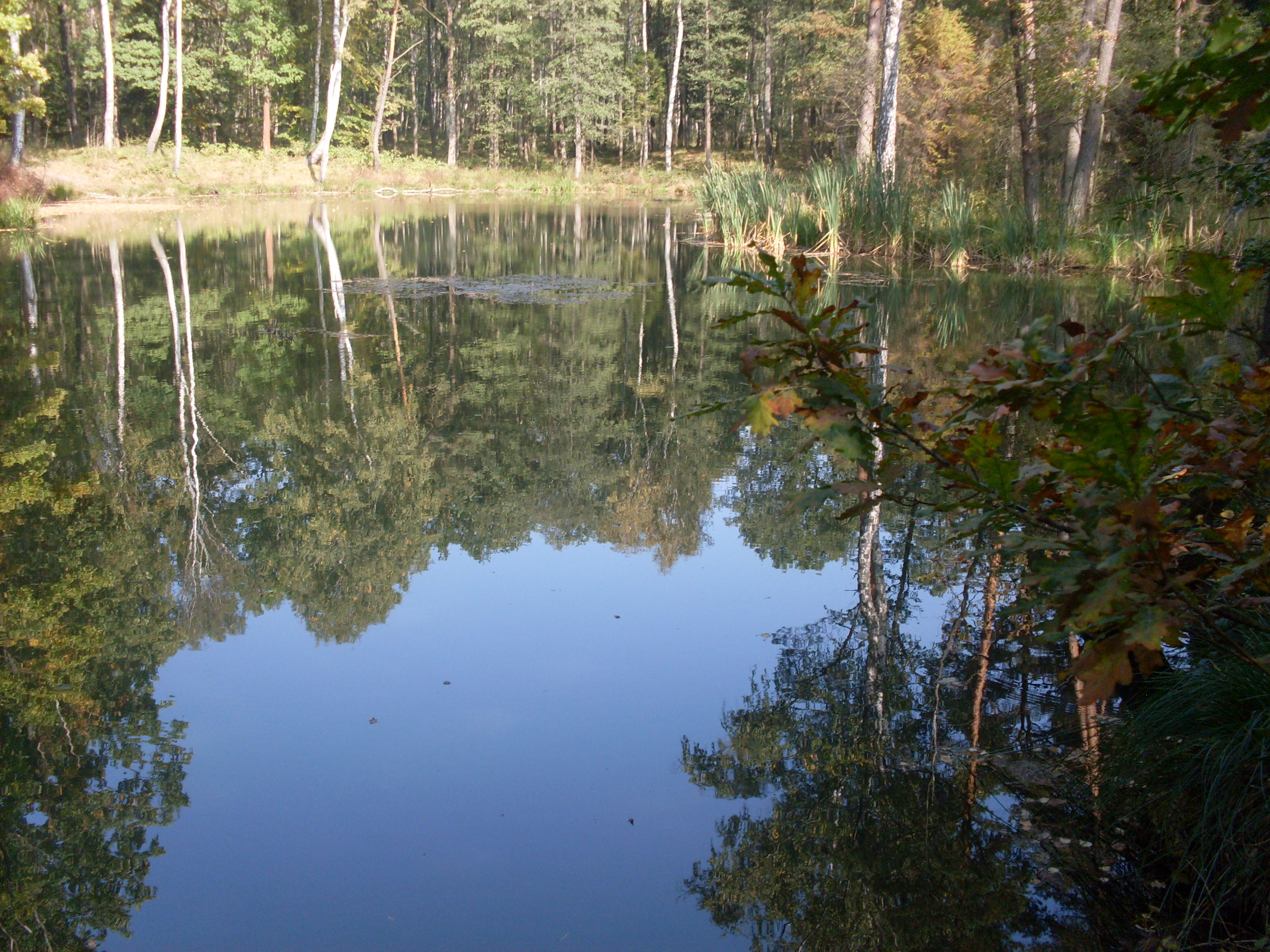
Czarny Staw

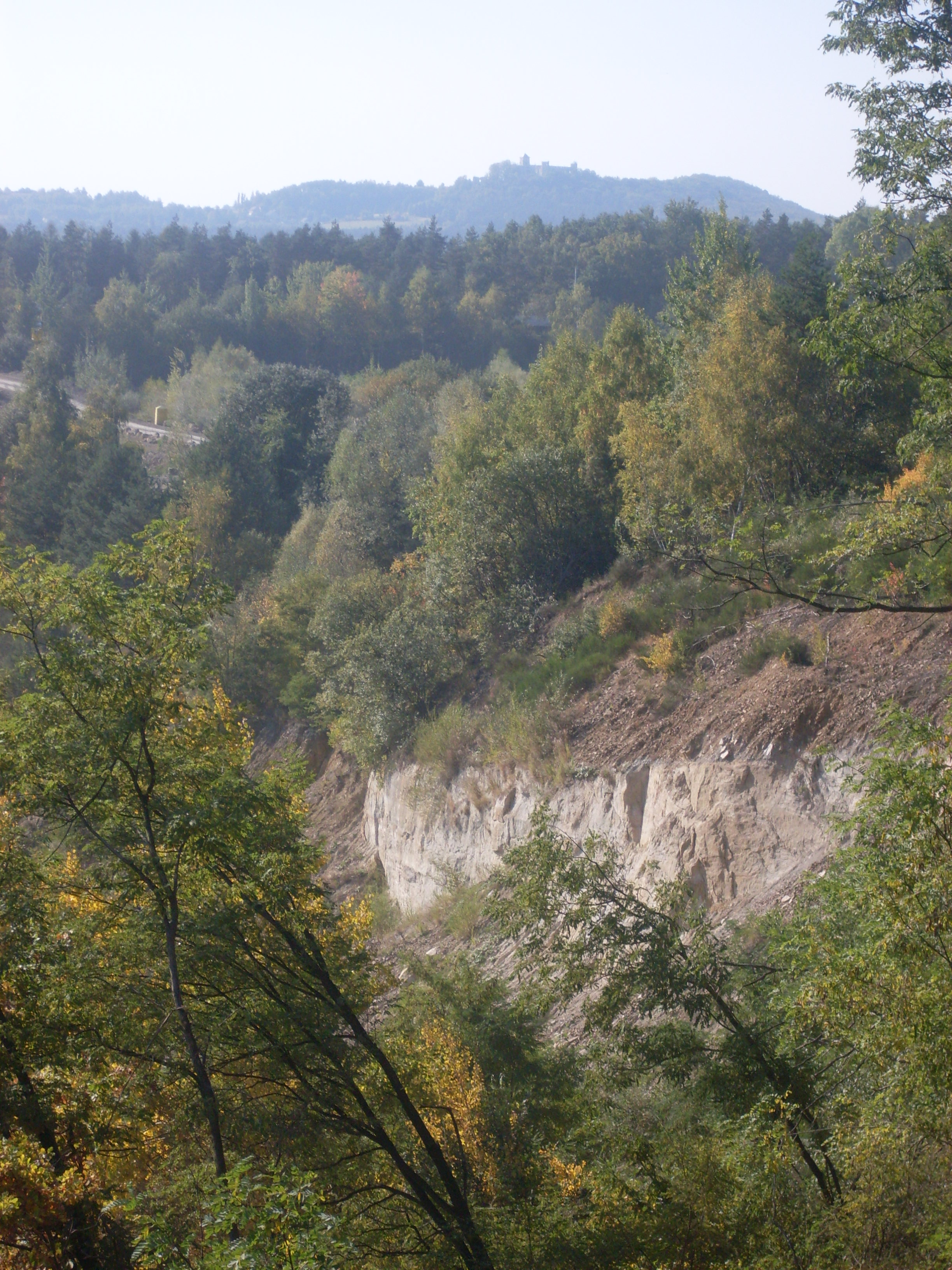
Las Zwierzyniecki, kopalnia diabazu, w oddali Zamek Tenczyn

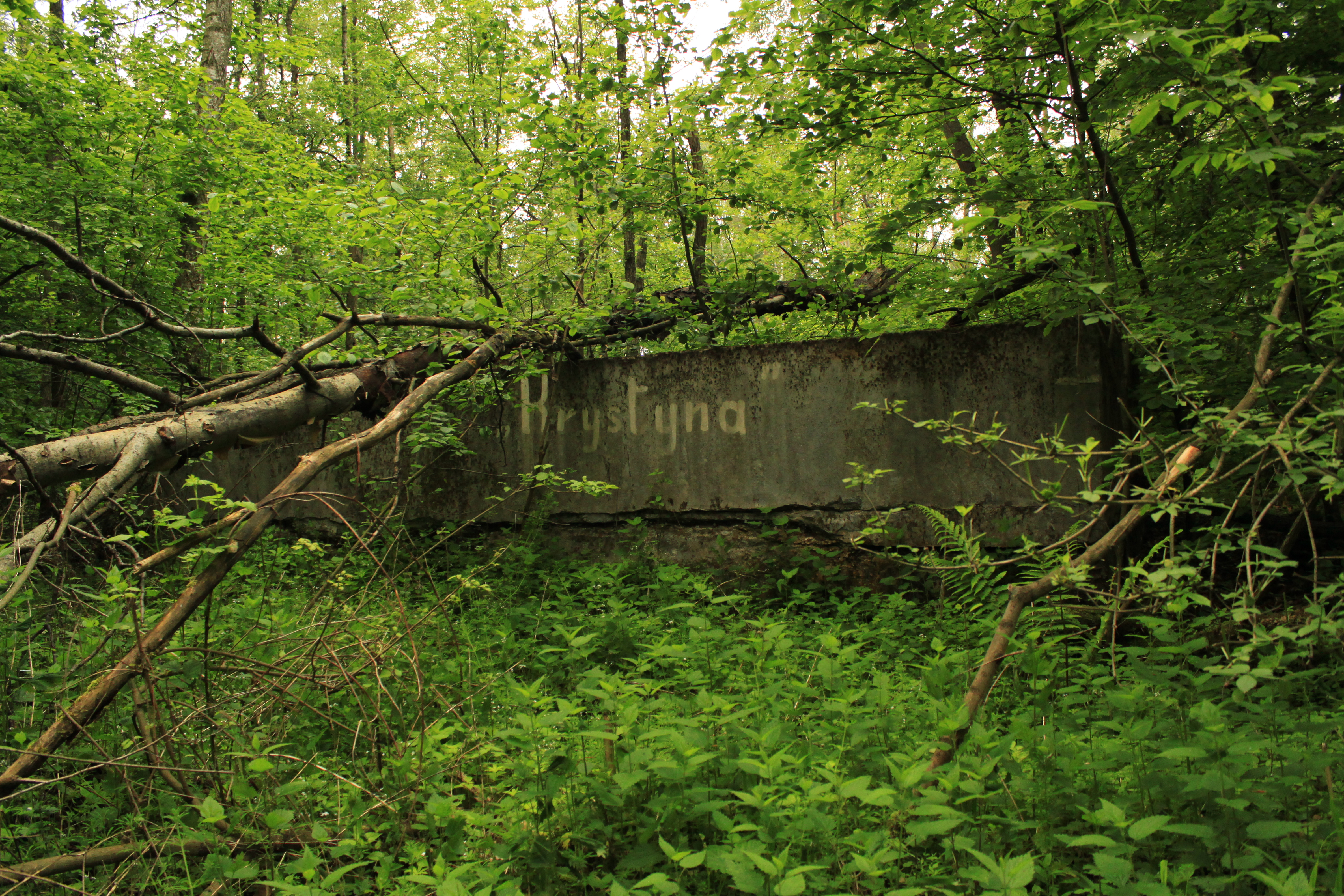
Była Kopalnia Krystyna II

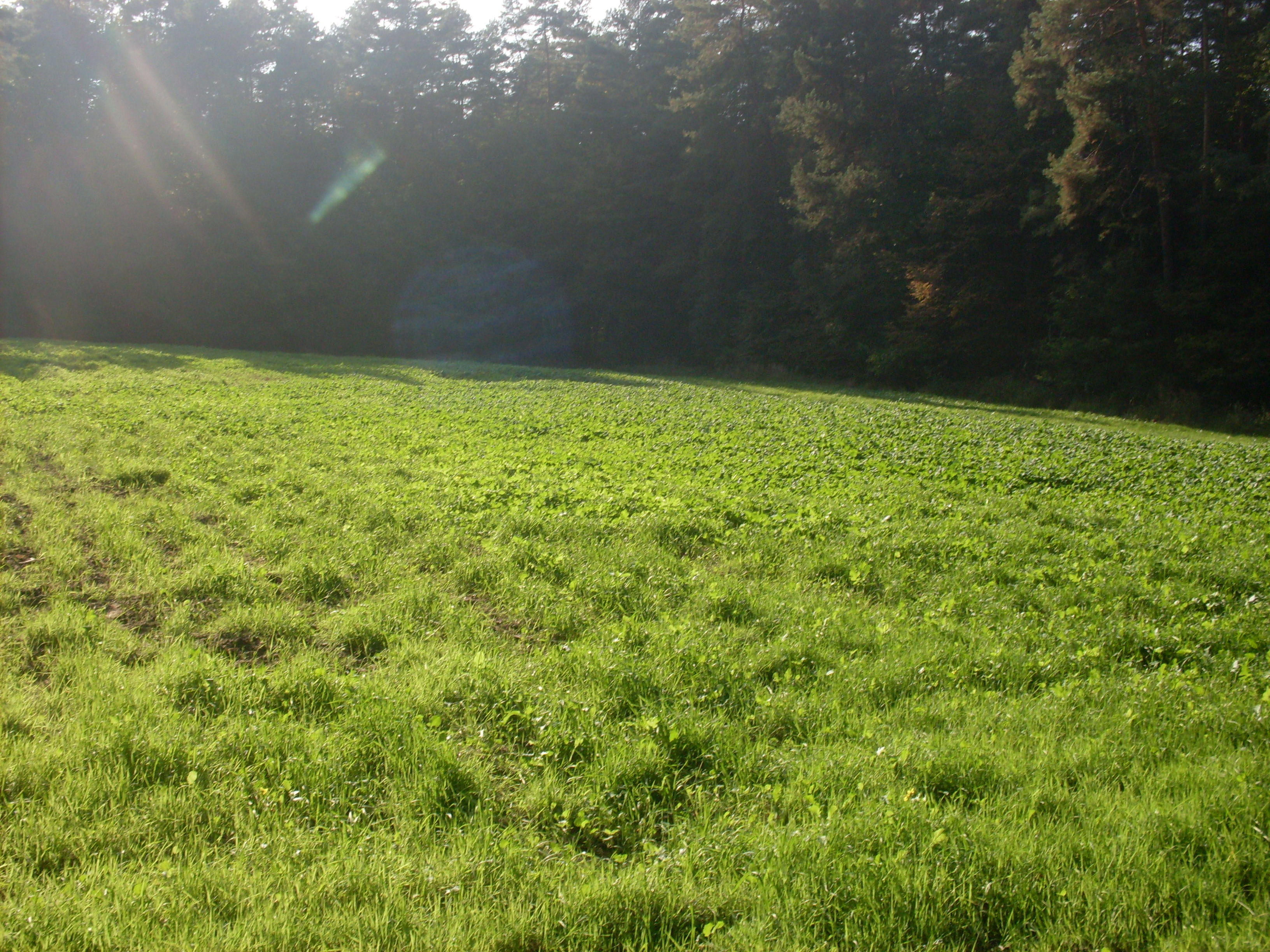
Leśna polana Celiny k. Doliny Borowca

## Wspólnoty religijne

### Kościół rzymskokatolicki
- 11 parafii wraz z kościołami w: Krzeszowicach, Filipowicach, Nawojowej Górze, Nowej Górze, Ostrężnicy, Paczółtowicach, Sance, Tenczynku, Woli Filipowskiej i Zalasie, oraz zgromadzenia zakonne (Krzeszowice, Czerna, Tenczynek, Siedlec).

### Świadkowie Jehowy
- 3 zbory[4]: Krzeszowice–Wschód, Krzeszowice–Zachód, Ostrężnica. Sale Królestwa w Krzeszowicach, Łanach i Rudnie[5][6][7], w sumie ok. 300 głosicieli.

### Kościół Zielonoświątkowy w RP
- Zbór Kościoła Zielonoświątkowego „Słowo Życia” w Krzeszowicach

## Miejscowości
W skład gminy wchodzi miasto Krzeszowice, oraz następujące wsie: Czerna, Dębnik, Dubie, Filipowice, Frywałd, Miękinia, Nowa Góra, Łany (sołectwo), Nawojowa Góra, Ostrężnica, Paczółtowice, Rudno, Sanka, Siedlec, Tenczynek, Wola Filipowska, Zalas oraz Żary.

## Środowisko geograficzne
Gmina Krzeszowice położona jest w południowej części Wyżyny Krakowsko-Częstochowskiej, na obszarze Rowu Krzeszowickiego oraz Garbu Tenczyńskiego. Potrzaskana w czasie alpejskich ruchów górotwórczych płyta wyżyny kryje w sobie liczne intruzje magmowe, stąd na obszarze gminy występują: porfiry, dolomity, diabazy oraz tuf. Począwszy od dewonu, reprezentowane są tu wszystkie ery geologiczne. Wapienne podłoże Wyżyny Krakowsko-Częstochowskiej oraz Garbu Tenczyńskiego odsłania się w wielu miejscach, ukazując formy krasowe – liczne jaskinie, doliny krasowe oraz ostańce, należące do osobliwości tego regionu. Dla ochrony wszystkich tych niezwykłości w 1981 utworzono Zespół Jurajskich Parków Krajobrazowych. Jest ich 6, z czego 3 leżą częściowo na terenie gminy Krzeszowice: Rudniański – obejmujący niewielki wycinek Garbu Tenczyńskiego, Tenczyński – z pozostałą częścią Garbu Tenczyńskiego, Dolinki Krakowskie – z południową częścią Płaskowyżu Ojcowskiego.
W środkowej części Miękini, tuż pod powierzchnią ziemi rozciąga się duża płyta zastygłej lawy porfirowej, grubej na kilkadziesiąt metrów. Płyta przecięta jest Doliną Miękini na dwa oddzielne płaty, znacznie większa jest po zachodniej stronie tej doliny. Eksploatowana była głównie płyta porfiru po zachodniej stronie doliny, w pobliżu Miękińskiej Góry (446 m n.p.m.), kilka mniejszych łomów znajdowało się też po wschodniej stronie wsi. Wulkan znajdujący się we wsi, był czynny na początku okresu permskiego, a „porfir miękiński” powstał wskutek wylewu powierzchniowego (tzw. trap magmowy). Rozpoczęcie jego wydobycia sięga XVIII w.
Rudno położone jest na wzgórzu zbudowanym z permskich skał wylewnych (melafirów). W melafirach, odsłaniających się w kamieniołomie w centrum wsi, występuje mineralizacja agatowa oraz zeolity. Agaty spotykane są także na okolicznych polach.
Na terenie Czatkowic naukowcy z Instytutu Paleobiologii im. Romana Kozłowskiego PAN odkryli m.in. szczątki prażaby Czatkobatrach (Czatkobatrachus polonicus), w brekcji kostnej, fragment kości szczękowej długoszyjego archozauromorfa Czatkowiella, fragment czaszki rodzaju lepidozauromorfa Sophineta, przednią część kości szczękowej bazalnego przedstawiciela Archosauriformes Osmolskina czatkowicensis, jeden kręg szyjny niewielkiego archozauromorfa o nazwie Collilongus oraz kość czaszki i szkielet pozaczaszkowy Parotosuchus speleus.

## Historia
Sanka zwana była dawniej Sosnka; pierwsza wzmianka o wsi pochodzi z 1269. Pierwsza historyczna wzmianka o Krzeszowicach pochodzi z 1286, kiedy to biskup Paweł z Przemankowa nadał Fryczkowi Fretonowi z Bytomia przywilej na założenie w istniejącej już wsi Cressouicy sołectwa na zasadzie prawa magdeburskiego.
Pierwsza wzmianka dotycząca okolic zamku Tenczyn, datowana jest na 24 września 1308, kiedy to Władysław Łokietek z oddziałem rycerstwa przebywający w lasach in Thanczin wydał dokument dla klasztoru o. cystersów w Sulejowie. Przyjmuje się, że pierwszy zamek (drewniany) zbudował ok. 1319 kasztelan krakowski Nawój z Morawicy, on też wzniósł największą na zamku wieżę, zwaną do dziś „Nawojową Wieżą”. Właściwym twórcą zamku murowanego był syn Nawoja, Jędrzej, wojewoda krakowski i sandomierski. Wzniósł on dalszy fragment zamku na najwyższej, pn.-wsch. części wzgórza, gdzie mieszkał i zmarł w 1368. On także pierwszy przyjął nazwisko Tęczyński. Syn Jędrzeja, Jaśko, odnowił i znacznie rozbudował zamek, a także założył kaplicę. Z tego okresu pochodzi pierwsza odnotowana w dokumentach historycznych wzmianka dotycząca bezpośrednio zamku. Władysław II Jagiełło więził tu niektórych ważniejszych jeńców krzyżackich, wziętych do niewoli w czasie bitwy pod Grunwaldem.
Pierwotna nazwa Siedlca brzmiała „Osiedlec”, od ‘osiedlania się’ osadników na wykarczowanych gruntach. W 1394, z którego pochodzi pierwsza wzmianka o Siedlcu, właścicielem jej był Pietrasz z Siedlca.
Nowa Góra została spalona podczas najazdu tatarskiego w XIII w. Parafia w Nowej Górze, należąca wówczas do dekanatu sławkowskiego, istniała już w 1313. Wkrótce potem (1335) miejscowość została siedzibą dekanatu nowogórskiego.
Frywałd powstał w 2. poł. XIV w. jako kolonia niemiecka. Podkomorzy Mikołaj Krzywosąd na swoim terenie osadził przybyłych ludzi, najprawdopodobniej z Brandenburgii. Początki Paczółtowic datuje się na 1335, jako najwcześniej poświadczoną datę, pod którą w źródłach występuje „villa Paczoldi” (wieś Paczolda). Tenczynek założono prawdopodobnie na pocz. XIV w. przez Nawoja z Morawicy, od początku pełnił rolę służebną wobec zamku Tęczyn.
W 1337 prawdopodobnie istniał krzeszowicki kościół. Według Długosza w 2. poł. XV w. w Krzeszowicach stał drewniany kościół pw. św. Marcina, istniała szkoła, karczma i folwark plebański. Nazwa Filipowice pochodzi prawdopodobnie od właściciela lub jej założyciela o imieniu Filip, który był ok. 1340 najprawdopodobniej sołtysem.
Po bitwie pod Grunwaldem w 1410 Andrzej Tenczyński na swoim terenie w pobliżu Frywałdu osadził właśnie Tatarów i Rusinów. W 1415 w Dębniku odkryto marmuru uczynił to dziedzic Trzebini Mikołaj Klauskezinger. W 1422 była pierwsza wzmianka o dębnickiej osadzie spisana przez niemieckiego historyka niemieckiego Hartmana Schädela. Na pocz. XVI w. datuje się sprowadzenie włoskich kamieniarzy przez królową Bonę. Nowa Góra była miastem już w poł. XV w. założonym na prawie magdeburskim. Jest wspomniana przez Długosza w Liber beneficiorum dioecesis Cracoviensis, gdzie kronikarz nazwał ją oppidum, czyli miasteczko, i wymienił, że posiada drewniany kościół.
W 1528 na południowym zboczu Łysej Góry w Sence (od strony Dubia rozpoczęto budowę fundamentów pod klasztor karmelitów bosych, ale szybko ją przerwano, ponieważ klasztor postanowiono wybudować w pobliskiej Czernej). W 1529 wieś weszła w skład dóbr Tęczyńskich z Krzeszowic. W 1543 powstał folwark w Żarach. W 1555 Krzeszowice stały się własnością Stanisława Tęczyńskiego i weszły w skład hrabstwa tęczyńskiego. W następnych latach były własnością m.in. Sieniawskich, Opalińskich, Czartoryskich, Lubomirskich, a od 1816 Potockich. Od średniowiecza osada była znana z górnictwa galmanu i srebra. Z tego też powodu holendersko-niemiecki kartograf Andreas Cellarius znał Nową Górę i wymienił ją w swoim Descriptio Poloniae (Amsterdam 1639). W czasach Jana Kazimierza wydobywano w Nowej Górze sporo rud ołowiu, z których odlewano kule armatnie. Król nadał mieszkańcom przywilej na odbywanie jarmarków raz w miesiącu jako zadośćuczynienie za dewastację okolicznych gruntów przy wydobywaniu ołowiu. Króla Jana II Kazimierza wspomina kolumna przez niego samego ufundowana i ustawiona na rynku w Nowej Górze. Przywilej królewski, wystawiony na pergaminie, był jeszcze na pocz. XX w. przechowywany przez lokalną gminę. Pod koniec istnienia I Rzeczypospolitej Nowa Góra była ważnym ośrodkiem rzemieślniczo-produkcyjnym, skupiającym 63 rzemieślników, w tym 22 tkaczy i 21 garbarzy. Miasteczko liczyło wówczas (ok. 1794) 750 mieszkańców i było głównym ośrodkiem targowym dóbr tenczyńskich, a także ważnym ośrodkiem wydobycia galmanu. Jednak w 1827 pozostały w Nowej Górze już tylko 2 kopalnie galmanu, sygnalizując zmierzch tej dziedziny eksploatacji w miasteczku.
W latach 1581–1625, z inicjatywy Adama Świerczewskiego, kościół w Sance był zborem kalwińskim. klasztor w Czernej został ufundowany jako erem w 1629 przez Agnieszkę z Tęczyńskich Firlejową. Wapień dębnicki był szczególnie popularny w XVII i XVIII w., gdy zdobiono nim wiele barokowych kościołów w Polsce (np. klasztor w Czernej, będący właścicielem kamieniołomu). Na początku XVII w. – zaczęto wysyłać marmur dębnicki do Warszawy, a Bartłomiej Stopano i Szymon Spadi zostali pierwszymi dzierżawcami kamieniołomów. W XVII w. odkryto lecznicze właściwości tutejszych wód siarczanych. Pierwszy zapis o wykorzystaniu tutejszych wód siarczanych do leczenia bydła dokonany został przez miejscowego proboszcza, w kronice parafialnej zanotowano w 1625.
W 1661 król Jan Kazimierz wydał przywilej kamieniarzom z Dębnika, zezwalający prowadzenie prace kamieniarskich na terenie Polski i na Litwie. W 1795 Nowa Góra została przyłączona do austriackiej Galicji. W 1655 marszałek wielki koronny Jerzy Sebastian Lubomirski, ustępując przed Szwedami, ukrył skarbiec koronny w Starej Lubowli na Spiszu, ale rozpuścił fałszywą wieść, że skarbiec znajduje się w zamku Tenczyn. Szwedzi pod wodzą Königsmarka po dzielnej obronie przez kapitana Jana Dziulę opanowali zamek na mocy układu w 1655, ale skarbu oczywiście nie znaleźli i w lipcu 1656 opuścili go i spalili. W XVII w. na potrzeby zamku, w Tenczynku na obszarze 10 morgów, powstało gospodarstwo folwarczne jako jedno z bardziej dochodowych w tamtych czasach, dostarczające wszystkiego co było niezbędne do życia zamku z wyśmienitym jadłem na czele.
Rozpoczęcie wydobycia miękińskiego porfiru sięga XVIII w. Łom porfiru, należącego do ówczesnej gminy Miękinia służył początkowo miejscowej ludności do celów gospodarczych. W 1778 książę August Czartoryski, w związku z organizacją uzdrowiska na bazie odkrytych krzeszowickich źródeł wód o charakterze leczniczym, wybudował pierwsze łazienki, a w roku następnym zarejestrowano już pierwszych pacjentów. W związku z rozwojem uzdrowiska w latach 1783–1786 powstał pałacyk Vauxhall, a nieco później w 1819 budynek Łazienki Zielone (zwane od 1858 Zofia).
Po pożarze w 1801 Nowa Góra, niegdyś drewniana, została odbudowana murowana z polecenia ks. Izabeli z Czartoryskich Lubomirskiej. Wydarzenie to upamiętniała marmurowa tablica umieszczona nad drzwiami drewnianego domu w rynku, zwanego ratuszem (istniała jeszcze na pocz. XX w.). Wielki pożar, poza zniszczeniem 1/3 zabudowy miasteczka, doprowadził do całkowitego upadku znaczenia gospodarczego Nowej Góry. W czasach Wolnego Miasta Krakowa miasteczko było prężnym ośrodkiem tkackim, lecz okres industrializacji w II poł. XIX w. odebrał Nowej Górze podstawy jej egzystencji. Na dodatek przeprowadzenie linii kolejowej łączącej Kraków ze Śląskiem przez Krzeszowice, doprowadziło do odsunięcia Nowej Góry od głównych szlaków komunikacyjnych i przypieczętowało jej upadek gospodarczy. Nowa Góra utraciła znaczenie jako ośrodek handlowy, targowy i górniczy.
Zewnętrznym wyrazem znaczenia Krzeszowic był fakt, że w latach 1809–1815 i 1855–1867 stanowiły siedzibę oddzielnego powiatu krzeszowickiego, a później nadal mieścił się tutaj sąd powiatowy, który w 1886 objął swym zasięgiem 29 wsi. W latach 1815–1846 należało do Wolnego Miasta Kraków (Rzeczpospolita Krakowska).
Z fundacji Zofii Potockiej w 1829 powstał szpital dla pracowników dóbr tęczyńskich, który w czasie powstania listopadowego (1830–1831), z polecenia Artura Potockiego, został udostępniony powstańcom szukającym schronienia na terenie Rzeczypospolitej Krakowskiej. W latach 1842–1843 wybudowano Dom Schronienia im. Artura przeznaczony dla ubogich, a w latach 1832 i 1840–1844 neogotycki kościół według projektu K. F. Schinkla, którego wykańczanie trwało do 1874. W 1847 przeprowadzono przez Krzeszowice linię kolejową z Krakowa do Mysłowic (fragment linii Kraków–Wiedeń), zaś w 1850 Krzeszowice otrzymały przywilej na odbywanie jarmarków.
W związku z niewolą narodową miejscowa ludność zaangażowana była zarówno w powstaniu krakowskim (1846), jak i w powstaniu styczniowym (1863), dla którego okoliczne miejscowości stanowiły ważne punkty przerzutu broni i powstańców do Królestwa. W 1857 hr. Adam Potocki wybudował na terenie tenczyńskiego folwarku obszerny browar i gorzelnię, które świetnie prosperowały aż do pocz. lat 30. XX w., a piwo z Tenczynka znane było w Europie. W poł. XIX w. na wschodnim skraju Woli Filipowskiej (obecnie teren Krzeszowic), umieszczono cegielnię, przeniesioną przez Potockich z Tenczynka. Produkowane tu z ogniotrwałej glinki mirowskiej i grojeckiej piece i kuchnie kaflowe stały się znane także zagranicą (np. na Bukowinie i na Węgrzech).
W latach 1850–1855 Potoccy wybudowali, według projektu F.M. Lanciego, pałac w stylu renesansu włoskiego. Wraz z rozpoczęciem budowy pałacu założono park krajobrazowy z cechami parku angielskiego. Pałac został zamieszkany w 1862, a drobne przeróbki, szczególnie wnętrz, trwały do 1870.
Pod koniec XIX w. Krzeszowice przeżyły fazę intensywnego rozwoju przemysłowego i urbanistycznego. Powstały nowe zakłady produkcyjne: stycharskie i garncarskie (ok. 1880), tartak parowy (ok. 1894), fabryka beczek (ok. 1894), fabryka zaprawy fasadowej (1900), fabryka dachówek i drenów oraz fabryka farb ziemnych (1906), fabryka wyrobów cementowych i betonowych (1907). W 1910 miejscowość zamieszkiwało w 311 domach 2619 osób (w tym ok. 18% Żydów). Powierzchnia Krzeszowic wynosiła wówczas 733,6 ha.
Na większą skalę wydobywanie porfiru miękińskiego rozpoczęto w 1852. W 1864 łom wykupił z gminy Józef Noworytko, a ok. 1900 nowym właścicielem Kopalni porfiru w Miękini został Józef Baranowski z Trzebini. W latach 1906–1918 kamieniołom staje się własnością czesko-niemieckiej firmy Steinwerke Herman Kulka In Troppen (H. Kulka i Spółka) z Opawy, którego wspólnikiem była niemiecka firma Harstein u. Schotterwerke z Berlina. Główne rynki zbytu tego materiału, były tereny Galicji, Śląska oraz Wiednia. Firma Hermana Kulki utworzyła wysokozmechanizowaną firmę składającą się z zakładu przeróbczego, w którym były maszyny parowe, motory, młyny, kruszarki, przewiewniki umieszczone w obiektach zamkniętych, kolejki wąskotorowe. W 1908 firma ta wybudowała kolejkę linową o długości 3,6 km do Krzeszowic, gdzie urządziła nowoczesna ładownię kamienia do wagonów kolejowych. Produkcja kamieniołomu wynosiła 230 000 ton na rok. W 1918 firma sprzedała kamieniołomy spółce miast: Krakowa, Lwowa i Tarnowa, która funkcjonowała pod nazwą Kamieniołomy miast galicyjskich w Krakowie, a w 1922 zmieniła ją na Kamieniołomy Miast Małopolskich w Krakowie.
W 1919 Rada Gminna wystąpiła z prośbą o przyznanie Krzeszowicom praw miejskich, które uzyskały je 3 grudnia 1924. Potwierdzenie praw miejskich Krzeszowice uzyskały 18 października 1933. W tym samym roku powołano do życia Komitet Rozbudowy Miasta Krzeszowic, które popierało intensywny rozwój budownictwa prywatnego. Powstała dzielnica willowa Nowy Świat, zaczęto wznosić kamienice czynszowe trzy- i czterokondygnacyjne. W 1921 liczba mieszkańców Krzeszowic wyniosła 2993 osoby (w tym ponad 17% Żydów). Nocą, 2 lutego 1929, w Dubiu temperatura powietrza spadła do –42 °C. Była to najzimniejsza noc w historii polskiej meteorologii. W 1931 liczba mieszkańców Krzeszowic wzrosła do 3391 osób.
8 października 1934 nastąpiła katastrofa kolejowa w Krzeszowicach, w wyniku której śmierć poniosło 10 osób, a kilkanaście zostało rannych. W okresie międzywojennym zatrudnienie miękińskiego kamieniołomu wynosiło ok. 1000 pracowników.
W 1939 liczba ludności miasta wzrosła do 3500 osób zamieszkujących 382 budynki, a miasto znalazło się na terenie Generalnego Gubernatorstwa, rok później Niemcy przebudowali i odrestaurowali pałac Potockich nazwany przez nich Haus Kressendorf, który stał się letnią rezydencją gubernatora Hansa Franka, nazwa miasta zmieniona została na Kressendorf. 1 kwietnia 1941 z miasta wysiedlono 481 osób narodowości żydowskiej. Z tej liczby po 1945 powróciło do Krzeszowic 46 osób.
Z początkiem lat 50. XX w. rozpoczęto budowę mieszkań dla robotników (obecne bloki przy ul. Danka i częściowo niska zabudowa bloków przy ul. Targowej). W 1950 miasto liczyło 3446 mieszkańców. Wkrótce powiększono tereny kolejowe, powstały place składowe oraz fabryka materiałów budowlanych. Część rynku zamieniono na zieleniec z fontanną. W latach 1964–1969 nastąpiła reaktywacja ośrodka balneologicznego, nieczynnego od czasu II wojny światowej. W pobliżu łazienek odkryto dwa nowe źródła mineralne: solankowe i siarczane. Powstały osiedla bloków mieszkalnych i domów jednorodzinnych (w 1965 pięciokondygnacyjne bloki przy obecnej ul. Targowej i Armii Krajowej, w 1978 bloki przy ul. Długiej i Żbickiej oraz osiedle domków jednorodzinnych Ćmany, a w latach 1982–1984 bloki przy ul. Szarych Szeregów). W latach 60. i 70. XX w. powstały duże zakłady związane z przemysłem budowlanym i ogrodniczym. Na przeł. lat 70. i 80. XX w. zdecydowane większość mieszkań w nowo powstałych blokach zasiedlili mieszkańcy Krakowa oraz ludność spoza miasta.
Po II wojnie światowej miękiński porfir mielono przeważnie na grysy i drobne kruszywo do produkcji betonów, budowy dróg. W 1960 roku zlikwidowano przestarzałą już kolejkę linową, a wybudowano bocznicę kolejową do stacji kolejowej w Krzeszowicach. Czerwony porfir stosowany był do wyrobu materiałów drogowych (kamień łamany, tłuczeń, kliniec i grysy). Kostka brukowa z porfiru miękińskiego należała do materiałów kamiennych najbardziej typowych, a zarazem mających dużą wytrzymałość. W latach 70. XX w. zaniechano eksploatacji porfiru i zlikwidowano bocznicę kolejową do pobliskich Krzeszowic. Obecnie w miejscu tym widać ogromne wyrobisko o powierzchni 40 ha i głębokości do ok. 50 m. Na dnie łomu znajduje się staw zasilany wodą źródlaną. Znajduje się tutaj nieczynne wyrobisko o powierzchni ok. 40 ha, ze stawem zasilanym wodą źródlaną. Jest ono obecnie wykorzystywane jako teren rekreacyjny.
W 1997 do miasta przyłączono Czatkowice z terenami Kopalni Wapienia Czatkowice, Żbik i część Woli Filipowskiej i Nawojowej Góry. W 2011 wybudowano nowy wiadukt kolejowy, a w 2012 zakończono rewitalizację centrum miasta.

## Gospodarka
- 2310 podmiotów gospodarczych. 47% z nich zarejestrowana jest w Krzeszowicach, 12% w Tenczynku, 8% w Woli Filipowskiej, 6% w Nawojowej Górze, 27% w pozostałych miejscowościach[9].

### Przedsiębiorczość
- Budownictwo: Kopalnia Wapienia Czatkowice sp. z o.o. (os. Czatkowice), Kopalnie Portfiru i Diabazu sp. z o.o. (Krzeszowice, ul. Kościuszki), Zalas, Tenczynek (Niedźwiedzia Góra), Proferem (Krzeszowice, ul. Krakowska), Elzpol (Krzeszowice, ul. Sienkiewicza), Elbud-Kaprin sp. z o.o. (Krzeszowice, ul. Zielona)
- Handel: Rejonowa Spółdzielnia Zaopatrzenia i Zbytu (Krzeszowice, Legionów Polskich), Orange (Krzeszowice, ul. Wyki), Biedronka (Krzeszowice, ul. Kościuszki), Bostar (Krzeszowice, ul. Zagrody)
- Ogrodnictwo: Clause Polska (ul. Żbicka)
- Usługi: Cech Rzemiosł Różnych (Krzeszowice, ul. Daszyńskiego), Bank Spółdzielczy w Krzeszowicach (Krzeszowice, ul. Krakowska; Tenczynek), Bank PKO BP (Krzeszowice, ul. Kościuszki), Bank BOŚ (Krzeszowice, ul. Walkowkiego), Bank PKO SA (Krzeszowice, Rynek), Alior Bank (Krzeszowice, ul. Wyki).

### Rolnictwo
Gleby na terenie Gminy Krzeszowice charakteryzuje duża różnorodność. Około 55% gruntów to gleby klasy III-a i IIIb, a 34% klasy IV-a i IVb na wierzchowinach występują glinki lessowe miąższości 4–8 m. Rozwinęły się na nich urodzajne gleby lessowe miejscami lessowe zbielicowane. W południowej części gminy w rejonie sołectw: Sanka, Frywałd i Zalas oprócz wyżej wymienionych gleb występują gleby piaszczyste i bielicowe. W dnach potoków i Rowu Krzeszowickiego występują grunty rozwinięte na madach. Na terenie gminy przeważają gospodarstwa indywidualne, małoobszarowe. Rozdrobnienie gospodarstw jest bardzo duże, średnia powierzchnia wynosi: ok. 1,8 ha. Gospodarstwa o powierzchni do 2 ha stanowią 83% ogólnej liczby gospodarstw, natomiast powyżej 15 ha to zaledwie 0,7%. strukturę agrarną znacznie pogarsza duża ilość działek rolnych (pow. < 1 ha). Większość gospodarstw nie posiada wyspecjalizowanego charakteru. W strukturze przeważa produkcja roślinna – dominuje uprawa zbóż: 73,22% powierzchni zasiewów oraz roślin okopowych: 14,2%. Na terenie gminy działa kilka gospodarstw ogrodniczych, produkujących warzywa i kwiaty pod osłonami, wśród nich jedna kilkuhektarowa plantacja róż w Siedlcu. Produkcja zwierzęca to przede wszystkim chów bydła i trzody chlewnej oraz kilka gospodarstw specjalistycznych: 8 kurników (w Nawojowej Górze, Żarach i na Woli Filipowskiej), chów bydła w Sance, gospodarstwa zajmujące się trzodą chlewną w Nawojowej Górze i w Żarach, gospodarstwo produkujące króliki rzeźne w Nawojowej Górze i gospodarstwo ekologiczne w Nowej Górze prowadzące chów bydła i kóz. Poza gospodarstwami indywidualnymi działalność ogrodniczą do 2010 prowadziła PHRO Sp. z o.o. w Krzeszowicach, która posiadała 13,8 ha upraw szklarniowych (w 2013 w Clause Polska Sp z o.o. ok. 8 ha, pozostałe wyburzono), głównie ogórki i pomidory. SPPUH Agrokompleks w Sance prowadzące chów kur niosek i uprawę 24 ha gruntu na potrzeby paszowe. Rybactwem śródlądowym zajmowały się PPiHRS w Krakowie, Zakład Pstrągowy w Dubiu (do 2012). Powierzchnia użytków rolnych: 5278 ha, w tym: grunty orne 4367 ha, sady 137 ha, łąki 595 ha, pastwiska 179 ha. Liczba podatników opłacających podatek rolnych do 1 ha – 9716; a powyżej 1 ha – 2230.

## Łowiectwo
Na terenie gminy Krzeszowice gospodarka łowiecka prowadzona jest przez sześć Kół Łowieckich: Jarząbek, Hubertus, Św. Hubert, Leśnik, Sarna, Słonka.

## Transport
- Przez gminę przebiega linia kolejowa 133 Kraków – Katowice (Krzeszowice (stacja kolejowa), Wola Filipowska (przystanek kolejowy) (11,5 km)
- Przez gminę prowadzi droga krajowa 79 (Nawojowa Góra, Krzeszowice, Wola Filipowska) (11,9 km)
- W południowej części gminy przebiega autostrada A4 (E40) (węzeł Rudno) (7,6 km).
- Przez północno-zachodni kraniec gminy przebiega droga wojewódzka 791 (3 km).
- Drogi powiatowe: K2123 Frywałd – Nawojowa Góra – Młynka 4,5 km (na terenie gminy); K2124 Rudno – Wola Filipowska – Paryż 13,6 km; K2127 Krzeszowice – os. Żbik –  Siedlec 3,6 km; K1035 Zalas Rogatki – Zalas Obora – Brodła 4,5 km; K1032 Rudno – Nieporaz 1,3 km; K1034 Frywałd – Regulice 6,9 km; K2188 Tenczynek – Rudno 5,2 km; K2189 Kryspinów – Cholerzyn – Mników – Frywałd Kopce 2,2 km; K2121 Kraków Mydlniki – Balice – Brzoskwnia – Krzeszowice 7,9 km; K2125 Krzeszowice – Miękinia 7,5 km; K2126 Krzeszowice – Przeginia 7,0 km; K2129 Rudawa – Szklary – Jerzmanowice 3,0 km; K2186 Tenczynek – Czernichów 8,5 km; K1033 Alwernia – Rudno – Tenczynek 6,7 km; K2191 Mników – Czułów – Sanka 0,2 km; K1076 Krzeszowice – os. Czatkowice 7,6 km. Na terenie miasta Krzeszowice ulice: Daszyńskiego, Grunwaldzka, Krakowska, Legionów Polskich, Miękińska, Ogrodowa, Rynek, Żbicka, 3 Maja (90 km).
- Drogi gminne publiczne mają ok. 134 km łącznej długości, a drogi wewnętrzne ok. 511 km.
- Busy: Krzeszowice – każda miejscowość gminy, Krzeszowice – Kraków (różne trasy), Krzeszowice – Chrzanów; Zalas – Kraków; Sanka – Kraków; Frywałd – Kraków
- Autobusy: MPK Kraków: Kraków – Krzeszowice oraz kursy przelotowe PKS (różne miasta Polski)
- Taxi: Postój taksówek, Krzeszowice, ul. Parkowa.

| Najbliższe lotniska międzynarodowe | Najbliższe lotniska międzynarodowe | Najbliższe lotniska międzynarodowe |
|                                    | lotnisko                           | odległość w km                     |
| ---------------------------------- | ---------------------------------- | ---------------------------------- |
| 1                                  | Balice                             | ok. 14                             |
| 2                                  | Pyrzowice                          | ok. 77                             |

## Turystyka
Gmina Krzeszowice wchodzi obok gmin: Alwernia, Babice, Czernichów, Jerzmanowice-Przeginia, Liszki, Wielka Wieś oraz Zabierzów w skład tzw. Pierścienia Jurajskiego – trasy samochodowej biegnącej z Krakowa przez najciekawsze tereny południowej części Wyżyny Krakowsko-Częstochowskiej. Gmina Krzeszowice, położona pomiędzy aglomeracjami: krakowską i śląską. Znaczna część gminy leży na terenie Zespołu Jurajskich Parków Krajobrazowych. Wśród powulkanicznych pagórków występują agaty, porfiry, diabazy, dolomity, tufy filipowickie, wapień dębnicki. Ziemia Krzeszowicka posiada atrakcyjne obszary turystyczne, posiada liczne szlaki turystyczne piesze, rowerowe i dydaktyczne. Posiada 7 gospodarstw agroturystycznych oraz największy w Polsce kompleks pól golfowych w Paczółtowicach. Krzeszowice znane jest z leczniczych wód mineralnych siarczanowo-wapniowo-magnezowo-siarkowych, które są wykorzystywane od XVII w. do leczenia schorzeń reumatycznych, pourazowych i narządu ruchu.
- Rezerwaty przyrody i parki krajobrazowe:
  - Rezerwat przyrody Dolina Eliaszówki
  - Rezerwat przyrody Dolina Potoku Rudno
  - Rezerwat przyrody Dolina Racławki
  - Park Krajobrazowy Dolinki Krakowskie (Dolina Eliaszówki, Dolina za Żbikiem, Dolina Racławki (Źródło Bażana, Wąwóz Stradlina), Dolina Kamienic (Pipkowa Skała)).
  - Rudniański Park Krajobrazowy ze skałkami jurajskimi i odkrywkami melafirów.
- Inne: Las Zwierzyniecki Na terenie Lasu zwierzynieckiego znajdują się kamieniołomy bazaltu i diabazu świadczące o istnieniu na tych terenach czynnych wulkanów. W diabazach występują m.in. pirokseny rombowe, ametysty, agaty, kwarc i jaspis; Puszcza Dulowska (część wschodnia); Dolina Czernki (Wąwóz Krzyk, wąwóz Zakopane, wąwóz Wądole, wąwóz Buce); Dolina Filipówki, Dolina Krzeszówki (Źródło Chuderskiego, Źródło Wróbla, Źródło Nowe), Dolina Miękini, Wąwóz Żarski (Jaskinia Żarska), Jaskinia bez Nazwy, Jaskinia Żarska Górna, Jaskinia Beczkowa), Marmurowe Wzgórza, Orley, Niedźwiedzia Góra; pomnik przyrody łom z uskokiem na granicy Sanki i Zalasu.
- Najważniejsze zabytki:
  - Zamek Tenczyn ruiny zamku z XIV w., który w 1656 został spalony przez Szwedów. Odbudowany przez Lubomirskich, kolejnych właścicieli, przetrwał do pożaru w 1768, po którym to ostatecznie popadł w ruinę. Zachowały się tylko części murów mieszkalnych oraz baszty z wieżami.
  - Pałac Potockich w Krzeszowicach zbudowany w stylu włoskiego renesansu o kubaturze 43 tys. m³, składający się z 228 różnych pomieszczeń, według projektu Franciszka Lanciego w latach 1850–1857, ze zmianami w 1871. Decyzją Ministra Rolnictwa z listopada 2009 pałac wraz z uzdrowiskiem oraz ruinami zamku Tenczyn mają zostać zwrócone potomkom rodziny Potockich[11].
  - Klasztor w Czernej został ufundowany w 1629 przez Agnieszkę z Tęczyńskich Firlejową (1578–1644), wojewodzinę krakowską, siostrę Jana Tęczyńskiego – ostatniego z rodu. Klasztorny kościół św. Eliasza konsekrowano w 1644. Aż do 1805 klasztor był pustelnią i wierni nie mieli do niego wstępu. Po wyłączeniu kościoła spod klauzury Czerna stała się miejscem kultu św. Rafała Kalinowskiego i Matki Boskiej Szkaplerznej, której obraz znajduje się w kościele.
  - Zabytki budownictwa przemysłowego z XIX–XX w., w tym: dawny browar, byłego zakładu przetwórstwa owocowo warzywnego „Tenczynek” (założony w 1655), oraz budynki uruchomionej w 1895 kopalni węgla „Krystyna”.
  - Vauxhall w Krzeszowicach wybudowany w latach 1783–1786 według projektu Szczepana Humberta na polecenie księżnej Izabeli Lubomirskiej jako dom zdrojowy z salami zabaw – obecnie mieści się tu galeria wystawiennicza oraz siedziba Centrum Kultury i Sportu w Krzeszowicach.
  - Łazienki Zofia w Krzeszowicach ufundowane ok. 1819 przez Zofię Potocką.
  - Uzdrowiskowy Dom Gościnny w Krzeszowicach, klasycystyczny hotel łazienkowy: powstał w 1876 (od 1945 siedziba liceum ogólnokształcącego), na fasadzie budynku w 1987 wmurowano tablicę pamiątkową poświęconą Wincentemu Dankowi, założycielowi liceum, w 2001 budynek został poddany generalnemu remontowi.
  - krzeszowicki dworzec kolejowy z 1847.
  - Zespół dawnego folwarku w Krzeszowicach z 1788.
  - Willa Japonka w Krzeszowicach z 1920, z drewnianym poddaszem, mieściła się tu restauracja dla kuracjuszy.
  - Traktiernia w Krzeszowicach z 1849, pełniąca rolę oberży, jadłodajni oraz mieszkań dla ówczesnej służby.
  - Buzdyganówka w Krzeszowicach, późnoklasycystyczny, piętrowy budynek Floriana Buzdygana.
  - Byłe synagogi przy ul. Wąskiej w Krzeszowicach nr 1 i nr 4.
  - Park Bogackiego w Krzeszowicach na Krzeszówką z grobem nieznanego żołnierza i zabytkowym krzyżem.
  - Kościół św. Marcina w Krzeszowicach w stylu neogotyckim. Wzniesiony w latach 1832–1847 przez Karola Fryderyka Schinkla
  - Źródło Główne w Krzeszowicach wody siarczanowej z ok. 1778; zbudowany na polecenie Augusta Czartoryskiego, ocembrowana z inicjatywy lekarza zdrojowego Jana Goftfryda Leonhardiego. To główne źródło wody leczniczej w Krzeszowicach, o wydajności 1,61 m³ na godzinę. Znajduje się na południe od kościoła, bliżej kościoła koło mostu na Krzeszówce (ul. Parkowa) znajduje się betonowa studnia z napisem Zdrój Główny. Około 1778 źródło zostało ocembrowane i przykryte drewnianą wieżyczką (nazywane kapliczką). Później, na południe od źródła, wybudowano zbiornik wody siarczanej, do którego pompowano wodę, by podnieść jej poziom. W 1857 zdrój został ocembrowany cegłami i zmniejszono obwód studni, dzięki czemu wzrósł w niej poziom wody. W 1858 tzw. kapliczka uzyskała teraźniejszy wygląd. W 1982 została wyremontowana[12]. Dzięki regularnie prowadzonym analizom fizykochemicznym woda mineralna z ujęcia Zdrój Główny została scharakteryzowana jako siarczanowo-wapniowo-magnezowo-siarczkową i prawnie uznana za leczniczą[13]. Obecnie wody ze źródła są wykorzystywane przez miejscowy Ośrodek Rehabilitacji Narządu Ruchu „Krzeszowice” SP ZOZ.
  - Park Miejski w Krzeszowicach (Planty) z XIII w. park z pomnikami przyrody.
  - Kapliczka Pod Twoją Obronę z 1858, jako dawny zbiornik wody siarczanowej płynący z pobliskiego Zdroju Głównego;
  - Kaplica na krzeszowickim cmentarzu z 1864, według projektu Augusta Stülera, w jej podziemiach pochowane są prochy Józefa Chłopickiego, na murze umieszczone są dwie tablice pamiątkowe poświęcone J. Chłopickiemu oraz Romanowi Załuskiemu, Tadeuszowi Neymanowi i Dyzmie Chromemu.
  - Źródło Zofia krzeszowickie źródło wody siarczanowej. Znajduje się w okolicach ul. Szpitalnej koło tzw. Starego Szpitala. Na początku XIX w. właściciel pola ze źródłem, rozwoził po okolicy wodę z niego dla mieszkających kuracjuszy. W 1829 Zofia Potocka zakupiła owo pole z wraz bijącym na nim źródłem siarczanym i zbudowała tam szpital (dziś „Stary Szpital”), przeznaczony dla leczenia pracowników hrabstwa tęczyńskiego.
  - Diabelski Most ruiny arkadowego mostu eremickiego, wybudowanego przez pustelników. Miał on 18 metrów wysokości, 120 metrów długości i 9,5 metra szerokości. Nazwano go mostem anielskim, zaś okoliczna ludność – diabelskim ze względu na wiele podań z nim związanych – taką nazwę nosi do dziś.
  - Źródło proroka Eliasza (Źródło św. Eliasza) Nad źródłem znajdują się malownicze wąwozy (we wschodniej stronie Doliny Eliaszówki): Wąwóz Kulenda i Mazurowe Doły, które są wycięte w skałach wapiennych.
  - Frywałdzka kapliczka z 1863, w której niegdyś chrzczono dzieci, a także dorosłych.
- Obiekty wpisane do rejestru zabytków:
  - Krzeszowice: układ urbanistyczny (strefa ścisłej ochrony konserwatorskiej) – decyzja A-498 z 13.02.1985; kościół pw. św. Marcina – decyzja A-262 z 1.06.1971, kaplica pw. św. Stanisława – decyzja A-667 z 1.12.1993, kaplica cmentarna wraz z wyposażeniem – decyzja A-678 z 9.05.1994, zespół pałacowy Potockich (Pałac tzw. nowy – decyzja A-432 z 23.07.1976, tzw. stary pałac – decyzja A-433 z 23.07.1976, park – decyzja A-706 z 26.01.1956), pałac Vauxhall – decyzja A-434 z 23.07.1976, d. oficyna pałacu Vauxhall – decyzja A-534 z 5.06.1986, Zdrój „Kapliczka pod Matką Boską” – decyzja A-643 z 30.12.1991, Zdrój Główny – decyzja A-644 z 30.12.1991, budynek zdrojowy „Zofia” – decyzja A-535 z 6.06.1986, d. dom gościnny (obecnie Liceum Ogólnokształcące) – decyzja A-536 z 5.06.1986, leśniczówka i ogród przy ul. Bandurskiego 2 – decyzja A-642 z 21.11.1991, plebania wraz z otoczeniem – decyzja A-677 z 7.05.1994, wikarówka – decyzja A-562 z 8.07.1987, budynek d. stajni pałacowych z najbliższym otoczeniem przy ul. Kościuszki 3 – decyzja A-649 z 1.10.1992, spichlerz folwarczny z najbliższym otoczeniem przy ul. Kościuszki – decyzja A-614 z 20.10.1989, dom schronienia i ogród przy ul. Nowa Wieś 59 – decyzja A-641 z 14.11.1991.
  - Czerna: zespół klasztorny Karmelitów Bosych: kościół pw. św. Eliasza, klasztor, całe otoczenie w obrębie tzw. Wielkiej Klauzury – decyzja A-197 z 20.10.1970.
  - Miękinia: budynek dyrekcji kopalni – decyzja A-629 z 26.03.1991.
  - Nowa Góra: zespół kościoła parafialnego: kościół pw. św. Ducha, mur ogrodzeniowy z 4 bramkami i stacjami Męki Pańskiej, drzewostan – decyzja A-449 z 8.10.1977.
  - Paczółtowice: kościół pw. Nawiedzenia NPM – decyzja z 27.01.1971.
  - Rudno: ruiny zamku Tenczyn w całości, wszystkie fragmenty murów oraz teren wzgórza zamkowego z otoczeniem leśnym – decyzja A-12 z 9.04.1968.
  - Sanka: kościół parafialny pw. św. Jakuba Starszego, ogrodzenie z 4 kapliczkami – decyzja A-260 z 22.05.1971.
  - Siedlec: zespół dworsko-folwarczny Karmelitów Bosych w Czernej: dwór, obora, stajnia, ogród – decyzja A-592 z 4.10.1988.
  - Tenczynek: kościół pw. św. Katarzyny, dzwonnica, drzewostan, otoczenie – decyzja A-314 z 20.10.1971; plebania z otoczeniem – decyzja A-315 z 20.10.1971; dom nr 295 – decyzja A-527 z 13.03.1986; zespół willi Eliza: dom ze skrzydłem bocznym, bramą wjazdową, ogrodem i parkiem – decyzja A-601 z 30.03.1989; Brama Zwierzyniecka – decyzja A-164/M z dnia 31.12.2008.
  - Zalas: dzwonnica przy kościele parafialnym, otoczenie w obrębie ogrodzenia przykościelnego, starodrzew – decyzja A-263 z 7.06.1971.
- Obszar Natura 2000
  - Na terenie Gminy Krzeszowice występują następujące obszary Natura 2000: Obszar Dolinki Jurajskie o powierzchni 886,51 ha w skład których wchodzą min. położone na terenie gminy: Dolina Eliaszówki – 106,68 ha; Dolina Racławki – 472,66 ha. Obszar ochrony ptaków i siedlisk, obszar o wysokiej bioróżnorodności, miejsce występowania rzadkich i chronionych gatunków zwierząt, w tym sześciu gatunków nietoperzy oraz występowania liczne rzadkie i zagrożone gatunki roślin, w tym prawnie chronione. Obszar Czerna – 76,39 ha. Obszar występowania trzech gatunków nietoperzy. Rzadki przypadek kolonii rozrodczej podkowca małego w obiekcie podziemnym. Obszar Krzeszowice – 39,8 ha, – obszar ochrony siedlisk, jedna z trzech ostoi kluczowych dla ochrony nocka orzęsionego, jako druga pod względem liczebności kolonia rozrodcza tego nietoperza w Polsce.
- Sport
  - 18-dołkowe pole golfowe Krakow Valley Golf & Country Club oraz sztucznie naśnieżany, ratrakowany i oświetlony stok narciarski w Paczółtowicach.
  - GKS Świt Krzeszowice (piłka nożna: V liga)
  - MKS MOS Maraton Krzeszowice (siatkówka: II liga – kobiety, IV liga – mężczyźni)
  - Górzanka Nawojowa Góra
  - Jutrzenka Ostrężnica
  - Sankovia Sanka
  - Tęcza Tenczynek
  - Victoria Zalas
  - Wolanka Wola Filipowska
  - Orlik 2012 Krzeszowice
  - Z Nowej Góry (Bartlowa Góra) starują motolotnie.
  - Na terenie byłego kamieniołomu w Miękini odbywają się amatorskie rajdy samochodami terenowymi oraz zawody paintballowe.
- Szlaki turystyczne
  - Małopolski Szlak Geoturystyczny
  - Szlak Architektury Drewnianej
  - Szlak Dawnego Górnictwa
  -  – żółty szlak łączący Chrzanów z Pieskową Skałą jest podzielony na 2 części: Dolinek Jurajskich: Krzeszowice–Pieskowa Skała oraz Ziemi Chrzanowskiej Chrzanów–Krzeszowice.
  -  – przez Niedźwiedzią Górę, Bukową Górę, Zimny Dół do Czernichowa
- Szlaki rowerowe
  -  – z Krzeszowic przez Miękinię, Dolinę Kamienic, Wolę Filipowską, Puszczę Dulowską, Las Orley, rezerwat przyrody Dolina Potoku Rudno, Sankę, Dolinę Sanki i Niedźwiedzią Górę do Krzeszowic.
  -  – z Krzeszowic przez Tenczynek, Brzoskwinię, Las Zwierzyniecki, Las Zabierzowski, Szczyglice do Krakowa.
  -  – z Krzeszowic przez Bartlową Górę, Dolinę Eliaszówki, Dębnik i Siedlec do Krzeszowic.
  -  – z Krzeszowic do stacji PKP w Woli Filipowskiej.
  -  – Zalew Chechło, Puszcza Dulowska, Zamek Tenczyn.
  -  – Regulice, Nieporaz, Alvernia Studios, Puszcza Dulowska, Zamek Tenczyn.

## Edukacja

### Przedszkola
Przedszkole Samorządowe w Krzeszowicach, Przedszkole Samorządowe w Tenczynku, Przedszkole Samorządowe w Zespole Placówek Oświatowych w Woli Filipowskiej, Przedszkole Samorządowe w Tenczynku, Filia Przedszkola w Zalasie, Przedszkole Zgromadzenia Sióstr Miłosierdzia w Krzeszowicach, Niepubliczne Przedszkole Językowe „Akademia Małych Tygrysków” w Krzeszowicach, Niepubliczne Przedszkole „Tuptusie”, Niepubliczne Przedszkole „Zielone Przedszkole” w Krzeszowicach, Punkt Przedszkolny „Zielone Przedszkole” w Nawojowej Górze.

### Szkoły Podstawowe
Szkoła Podstawowa im. Józefa Ryłko w Czernej, Szkoła Podstawowa im. Stanisława Wyspiańskiego w Filipowicach, Szkoła Podstawowa im. Henryka Sienkiewicza w Krzeszowicach, Szkoła Podstawowa im. Krystyny i Andrzeja Potockich w Miękini, Szkoła Podstawowa im. Józefa Piłsudskiego w Nawojowej Górze, Szkoła Podstawowa w Zespole Szkół w Nowej Górze, Szkoła Podstawowa im. Jana Łachuta w Ostrężnicy, Szkoła Podstawowa im. Janusza Korczaka w Paczółtowicach, Publiczna Szkoła Podstawowa w Rudnie, Szkoła Podstawowa im. Jana Brzechwy w Sance, Szkoła Podstawowa w Zespole Szkół w Tenczynku, Szkoła Podstawowa w Zespole Placówek Oświatowych w Woli Filipowskiej, Szkoła Podstawowa w Zespole Szkół w Zalasiu.

### Szkoły ponadgimnazjalne
Liceum Ogólnokształcące im. Tadeusza Kościuszki w Krzeszowicach, Zespół Szkół Ponadgimnazjalnych w Krzeszowicach.

### Szkoły artystyczne
Państwowa Szkoła Muzyczna I st. im. Z. Noskowskiego w Krzeszowicach

## Sąsiednie gminy
Alwernia, Czernichów, Jerzmanowice-Przeginia, Liszki, Olkusz, Trzebinia, Zabierzów

## Osoby związane z gminą
Z gminą Krzeszowice związani byli lub są m.in.: Adolf Aleksandrowicz, Piotr Aigner, Maria Berny, Iwona Bielska, Magdalena Borsuk-Białynicka, Andrzej Bratkowski, Stefan Bratkowski, Ludwik Brykner, Józef Chłopicki, Teodor Cieszkowski, Napoleon Nikodem Cybulski, August Czartoryski, Józef Dietl, Zenon Fajfer, Hans Frank, Wioletta Frankiewicz-Janowska, Daniel Edward Friedlein, Mikołaj Grabowski, Zofia Jaroszewska, Feliks Kiryk, Bogumił Kobiela, Marian Konarski, Adam Kozłowski, Józef Kozibąk, Władysław Wincenty Krasiński, Józef Kret, Franciszek Leopold Lafontaine, Franciszek Maria Lanci, Stanisław Łobaziewicz, Marcin Maciejowski, Dorota Marek, Adam Nawałka, Stanisław Pareński, Ludwig Persius, Ludwik Perzyna, Józef Piłsudski, Artur Stanisław Potocki, Sława Przybylska, Edward Aleksander Raczyński, Teodor Rogoziński, Karl Friedrich Schinkel, Sebastian Alojzy Sierakowski, Marek Starowieyski, Friedrich August Stüler, Jan Tęczyński, Stanisław Tęczyński, Bożena Targosz, Santi di Tito, Stanisław Wróblewski, Jan Zaleski, Janusz Żbik.

### Ludzie urodzeni w gminie Krzeszowice
Andrzej Adamczyk, Antoni Amirowicz, Tadeusz Arkit, Agnieszka Czopek, Stanisław Czycz, Wincenty Danek, Olga Drahonowska, Jan Gadomski, Józef Huss, Janusz Jaroń, Max Judd, Janusz Mazanek, Alicja Migulanka, Stefan Nowosielski, Kazimierz Piotrowski, Andrzej Kazimierz Potocki, Artur Władysław Potocki, Jerzy Schnayder, Wojciech Skibiński, Andrzej Stopka, Felicjan Szopski, Jan Magnus Tęczyński, Antoni Teslar, Napoleon Louis-Wawel, Kazimierz Wyka, Wincenty Zaleski, Magdalena Zawadzka.

### Osoby zmarłe w gminie Krzeszowice
Aleksander Błędowski, Zofia Branicka, Józef Hordyński, Ignacy Król, Zdzisław Nurkiewicz, Katarzyna Potocka, Adam Józef Potocki, Artur Władysław Potocki, Maurycy Eustachy Potocki, Zofia z Potockich Zamoyska, Włodzimierz Rachmistruk, Stanisław Skowron, Zofia Tajber, Iwan Tarchanow.

## Współpraca międzynarodowa
Miasta i gminy partnerskie:
- Chaumes-en-Brie
- Kispest